# Omessa
Omessa est une commune française située dans la circonscription départementale de la Haute-Corse et le territoire de la collectivité de Corse. Le village appartient à la piève de Talcini.

## Géographie

### Situation
Omessa se situe dans l'« En-Deçà-des-Monts » (Cismonte en langue corse) qui s’appelait ordinairement « Terre de Commune ». Elle appartient à la piève de Talcini, au nord du Cortenais, en limite du parc naturel régional de Corse.

« Talcini est le nom d'un pays, et non celui d'un village. C'est dans ce pays que se trouve Corte, [...]. On compte encore dans cette piève cinq villages, parmi lesquels Omessa et Santa Lucia sont les plus connus, Omessa, comme résidence de Caporaux, Santa Lucia, comme résidence de gentilshommes. Mais les productions du sol, sans parler de beaucoup d'autres choses, sont rares, et le pays en souffre. »

— Mgr Giustiniani in Dialogo nominato Corsica, traduction Lucien Auguste Letteron in Histoire de la Corse, Description de la Corse - Tome I, p. 36
Communes limitrophes

### Géologie et relief

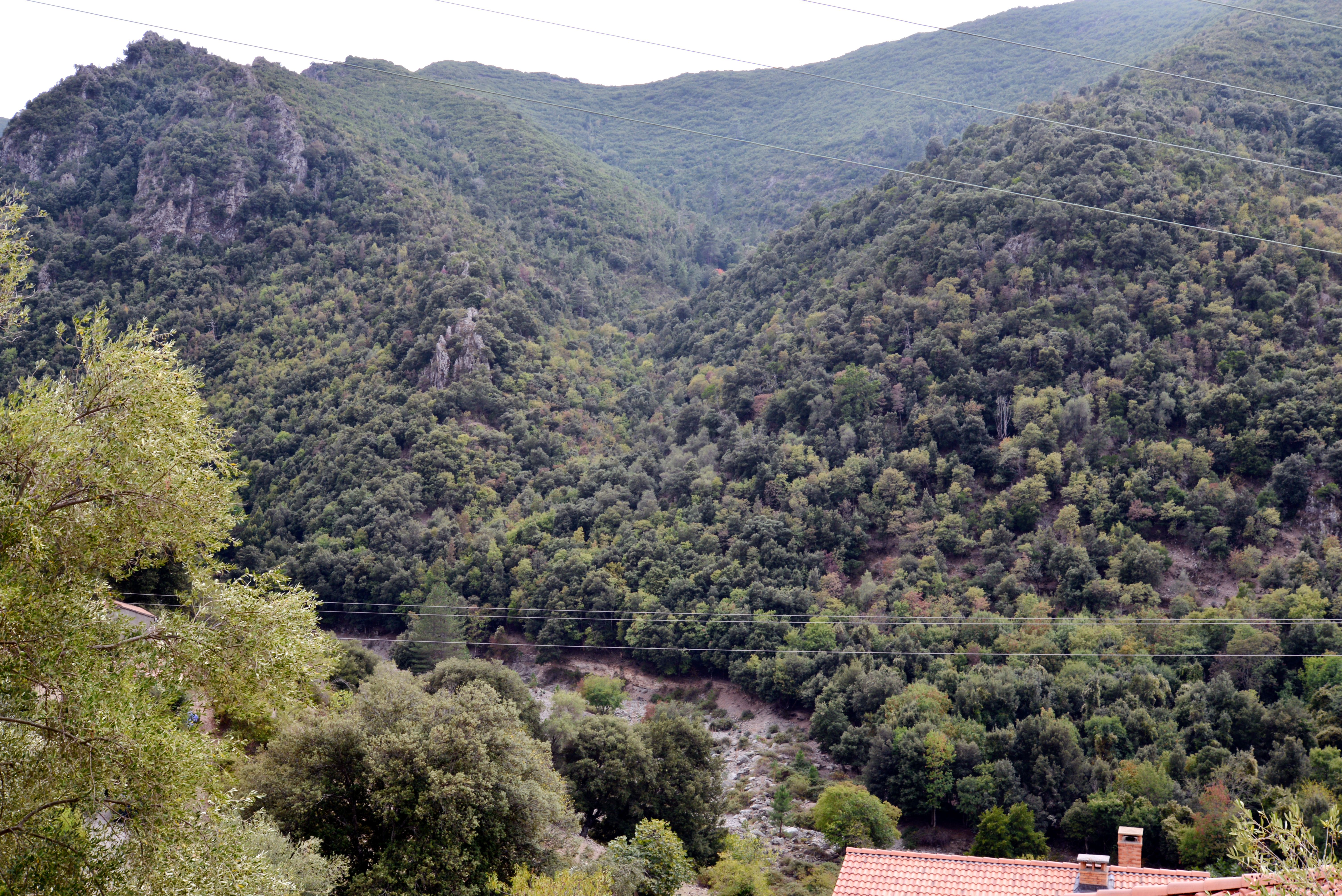
La Serra di Strinezza par delà le ruisseau de l'Elleratu.

Omessa est une commune de moyenne montagne qui se situe dans la dépression centrale de l'île, un sillon étroit au relief adouci dont les sommets les plus élevés ne dépassent pas les 700 m d'altitude, constitué pour l'essentiel de terrains sédimentaires secondaires et tertiaires. Cette dépression coupe l'île du nord-ouest au sud-est, depuis l'Ostriconi jusqu'à Solenzara, séparant ce que les géologues distinguent ordinairement, une Corse occidentale ancienne, constituée pour l'essentiel de roches granitiques et d'une Corse orientale où dominent les schistes. Elle occupe la partie méridionale d'une zone dépressionnaire appelée « cuvette de Ponte Leccia », à l'ouest du massif schisteux du San Petrone.

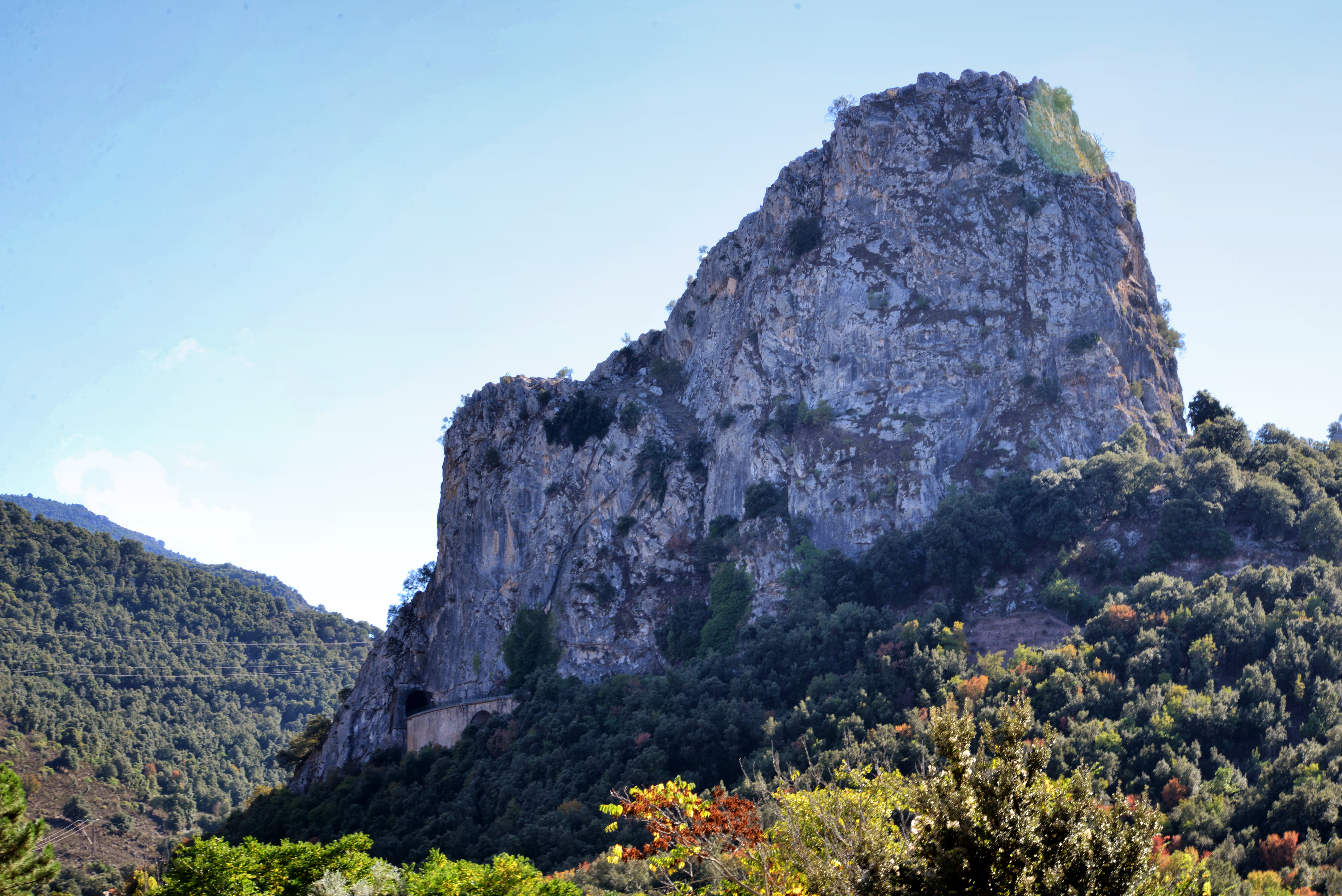
Le monte Pollino.

Le paysage présente des monts, crêtes, vallons encaissés, versants escarpés, falaise vertigineuse, et autres chaos rocheux. Le territoire est traversé par le Golo qui est alimenté par le ruisseau de Sumano son affluent. Ces cours d'eau le partagent, dans un axe nord-sud, en deux secteurs :
- le secteur occidental d'où émerge un petit massif calcaire du monte a Supietra enclavé au sein de terrains cristallins (schistes et conglomérats) qui constitue l'essentiel du soubassement géologique. Les excavations liées aux activités de l'ancienne carrière de calcaire sont toujours visibles.
- le secteur oriental, schisteux, dans lequel se situe le village médiéval d'Omessa, est adossé aux flancs occidentaux d'un chaînon secondaire s'articulant à la punta di Caldane (1 724 m) sur la chaîne principale du massif du Monte San Petrone. De la ligne de crête qui délimite naturellement à l'est la commune avec celle de Lano, s'articulent trois arêtes qui déclinent depuis :
  - la punta di Cappizzolo (1 166 m) jusqu'à la confluence du ruisseau de Stretto avec son affluent le ruisseau de Guargara à environ 490 m d'altitude ;
  - la cima al Cucco (1 165 m) jusqu'au lit du Golo à Francardo (275 m d'altitude) ;
  - la cima Tonda (1 335 m), via l'Aja di Campo Rilaio, jusqu'au point de confluence entre le ruisseau de l'Elleratu et de son affluent le ruisseau de Toggina (458 m) au sud du village d'Omessa.

Entre les deux premières est le vallon du Guargara, et entre les deux dernières, le vallon de Toggina.
Enfin, au sud-ouest avec la Serra di Strinezza, se situe la terminaison d'une autre arête de montagne partant de la punta di l'Ernella (1 473 m, « à cheval » sur Rusio, Tralonca et Santa-Lucia-di-Mercurio), déterminant le vallon de l'Elleratu.
Entre les deux secteurs, se trouvent au nord, une étroite plaine alluvionnaire avec le village de Francardo, traversée par le Golo, et au sud l'étroite et sinueuse vallée du ruisseau de Sumano avec le hameau de Caporalino.

#### Nummulitique d'Omessa
Le nummulitique d'Omessa comprend, outre les schistes et les poudingues des plis formés par les terrains du Trias, du Rhétien et du Lias d'une deuxième nappe, des calcaires d'un gris foncé et même noirs. 

« Au-dessus d'un poudingue à galets plus petits, mieux roulés, mais provenant des mêmes roches que ceux du poudingue plus grossier de la base, il y a des calcaires compacts, durs, noirs à l'intérieur avec patine d'un gris cendré à la surface. On y trouve des nummulites, à savoir : N. STRIATUS Brug., N. PERFORATUS de Montf., etc. puis sur ces calcaires il y a la nombreuse série des schistes calcaires, des schistes gréseux, des grès avec petites nummulites à l'état de calcaire, des schistes noirs à helminthoïdes, sédiments qui caractérisent partout le nummulitique. »

— D. Hollande in Géologie de la Corse, p. 168.

#### Monte Pollino

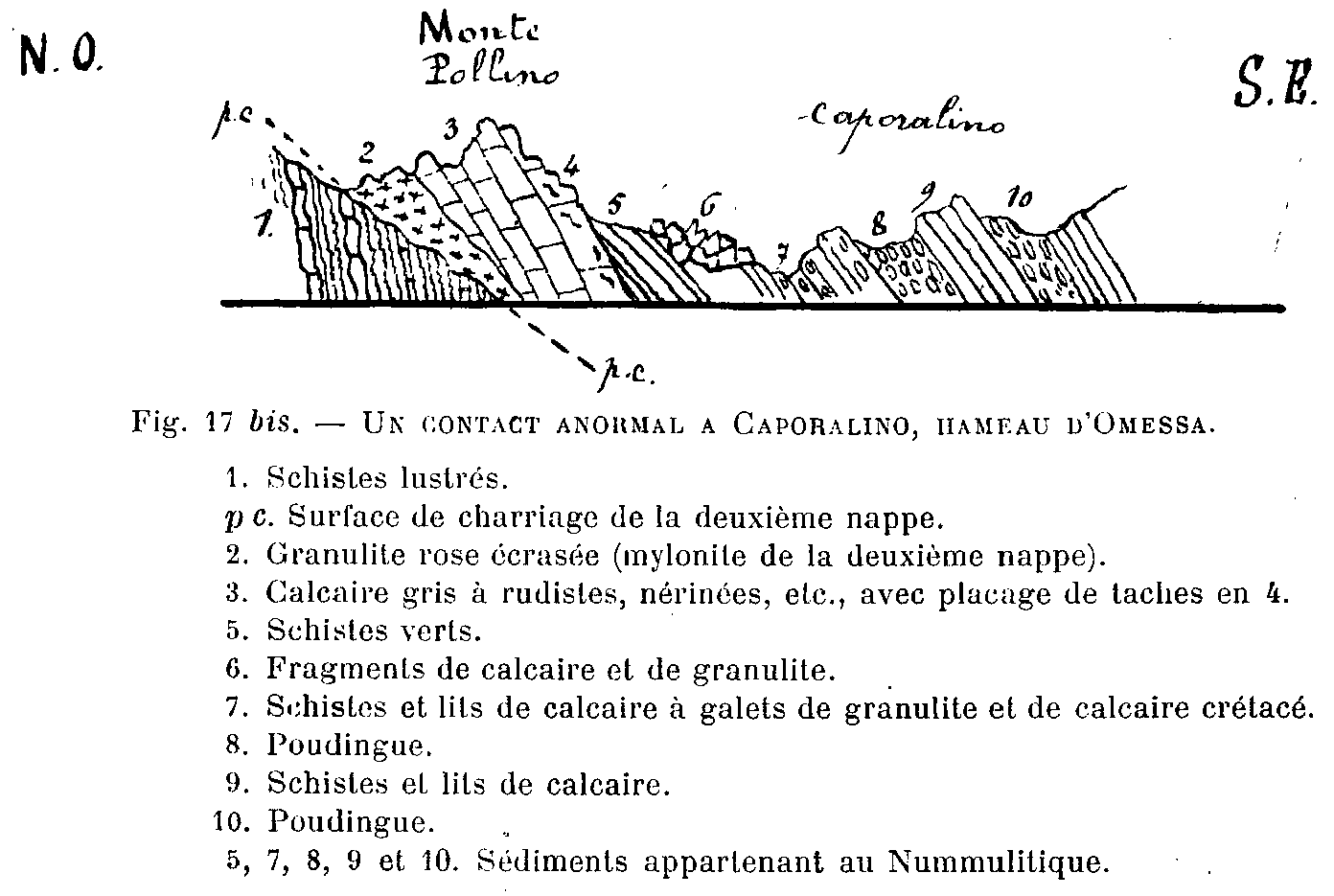
Coupe du relief du Monte Pollino.

Le Monte Pollino se situe à environ un kilomètre au sud du hameau de Francardo. Avec ses 456 m d'altitude, il est le sommet de la falaise septentrionale du Monte a Supietra, une petite chaîne que le ruisseau de la Somana et la route T20 coupent. S'y dressent encore les vestiges d'une ancienne tour, le Castello di Supietra, fortification restaurée au XVe siècle par les génois pour y abriter une petite garnison en surveillance du défilé de la stretta alla Tinella sur la route de Ponte-Leccia à Corte.
Une coupe du Monte Pollino montre que son substratum est formé de schistes et d'un important filon de granulite.
Lors de ses visites au Monte Pollino, en mai 1913, D. Hollande a recueilli de nombreux fragments de calcaire « avec indices de fossiles qui, polis, présentèrent des sections appartenant incontestablement à des rudistes et un entre autres à une nérinée. Le calcaire de Monte Pollino ne peut donc être considéré comme tertiaire, mais comme appartenant certainement à la série secondaire. Il repose soit sur la granulite rose écrasée ou mylonite de la deuxième nappe, à dépôts non métamorphiques, soit sur les schistes lustrés. » 
Dans une note de bas de page 161, D. Hollande cite Fouqué : « La composition de la granulite rose de Monte Pollino est : quartz, feldspath monoclinique infiltré de quartz, limonite. »

La masse des calcaires de Monte Pollino s'arrête rapidement vers le Sud, bien que les bancs supérieurs du Crétacé se prolongent dans le bas assez loin de ce côté. Quand ils disparaissent, ils sont remplacés par de la cargneule souvent profondément altérée.

### Hydrographie

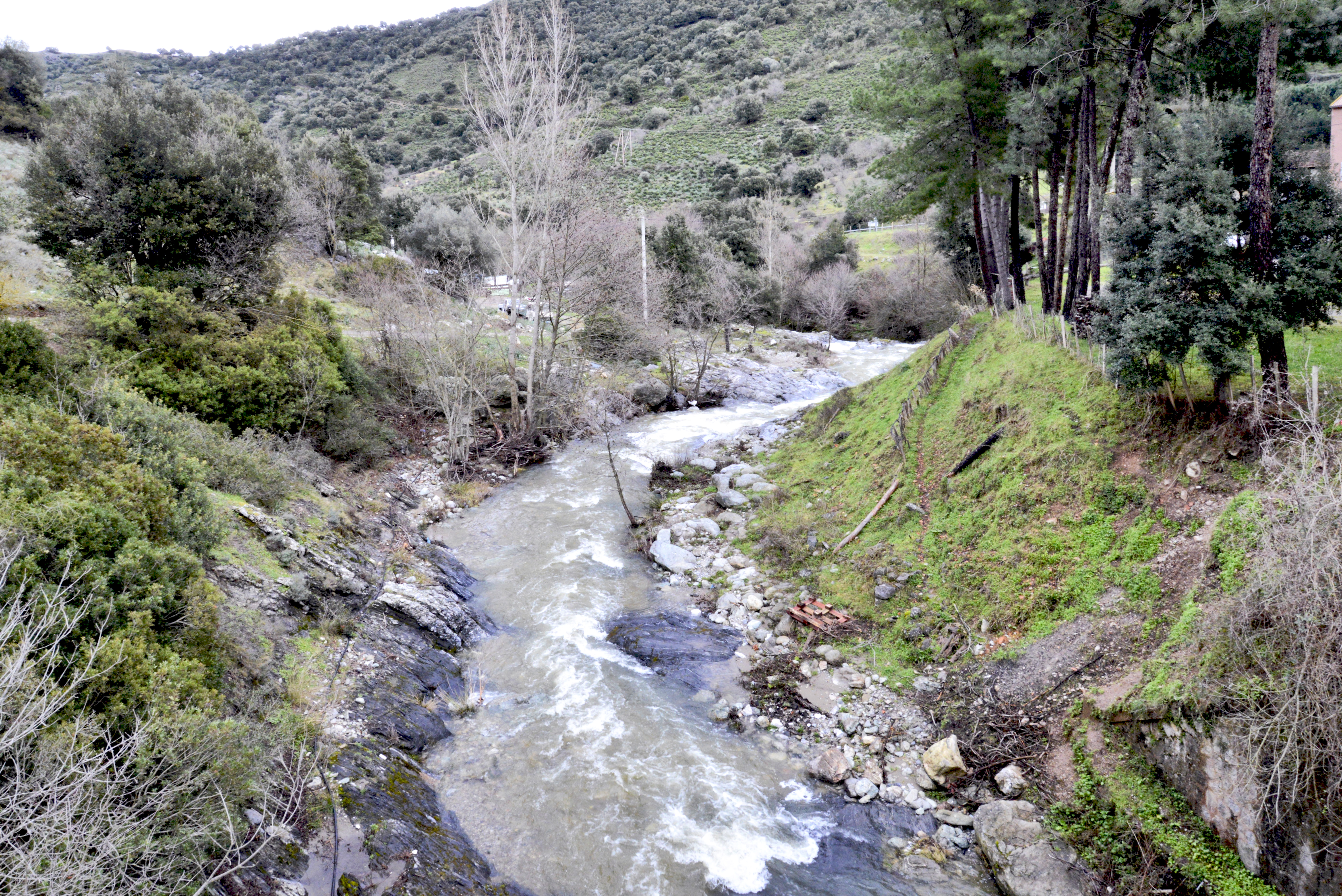
Ruisseau de Sumano dans le défilé de Caporalino.

Le Golo longe et traverse la commune sur près de 7,3 km dans sa partie nord-occidentale. Durant cette portion du cours, il reçoit les eaux de nombreux affluents qui sont, pour les principaux (du sud au nord) :
- ruisseau de Valde Calze[2], et de son affluent le ruisseau de Capannoli[3]
- ruisseau d'Arinella, ruisseau de Valle di Canale,
- ruisseau de Campita franchi par un pont ferroviaire
- ruisseau de Volte (rg)[4]
- ruisseau de Sumano[5] grossi par les ruisseaux de Supietra[6], de Felce[7] lui-même grossi par le ruisseau de l'Elleratu, et de Santa Maria[8]
- ruisseau de Sualello (rg)[9]
- ruisseau de Stretto[10]
- ruisseau de Pastinelli
- ruisseau de Cannella (rg)[11]
- ruisseau de Corniolo (rg)[12]

Sur Omessa, le Golo est franchi par deux ponts, l'un ferroviaire au lieu-dit Campita, l'autre routier à Francardo.

### Climat et végétation
La topographie accidentée d'Omessa favorise de subtiles nuances climatiques. Le climat qui règne dans la cuvette est le plus contrasté de l'île, c'est-à-dire très chaud et sec en été et très froid en hiver. Au cours des siècles, l’activité humaine a façonné la physionomie de la végétation. L’agriculture, autant que les incendies, ont contribué à créer un paysage varié composé de prairies, de pelouses, de maquis mais également de forêts de feuillus, encore épargnées par les flammes.
Les zones à l'ubac sont plus verdoyantes, composées essentiellement de bois de chênes verts, de petits bosquets de châtaigniers et de pins, que celles à l'adret et en plaine qui sont couvertes de cistaies basses qui prennent vite des couleurs brun à marron foncé dès l'approche de l'été. De grands secteurs rocheux telles les falaises calcaires du monte a Supietra, sont à nu ou sont couvertes de landes épineuses cyrno-sardes.

### Voies de communication et transports

#### Accès routiers

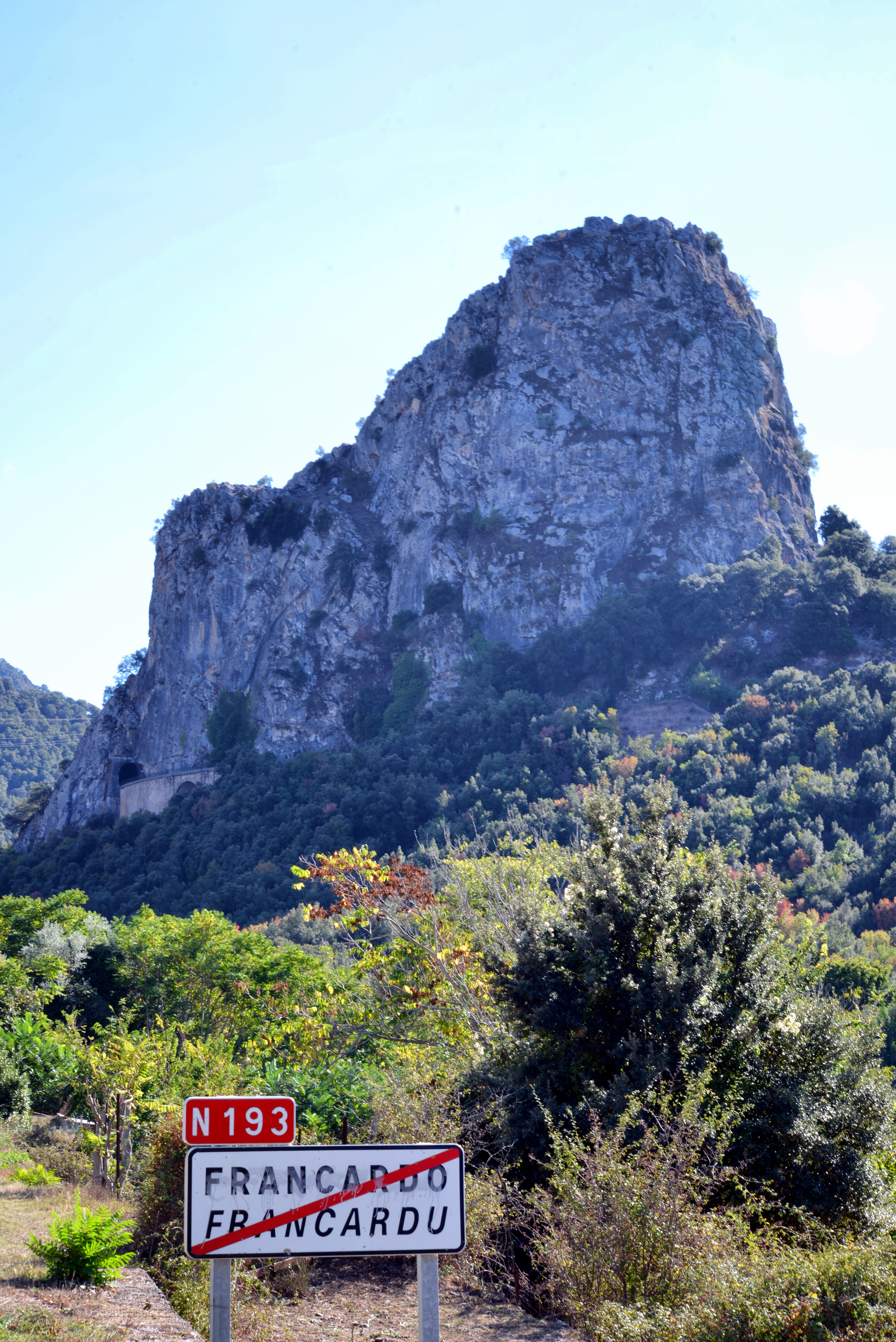
Le monte Pollino et le tunnel ferroviaire à Caporalino.

La commune est traversée dans un axe nord-sud, par la route T 20, axe principal de l'île qui relie les deux métropoles Ajaccio et Bastia. Durant cette traversée, la T 20 ex RN 193 emprunte depuis 1998 la déviation de Francardo avec la mise en service d'un nouveau pont sur le Golo. L'ancien tracé de la traversée de Francardo a pris le nom de route N 2193.
De la route territoriale 20 (ex-route nationale 193), partent plusieurs routes :
- depuis Caporalino, la D 818 qui dessert le village d'Omessa où elle finit en cul-de-sac ;
- depuis le sud de Francardo, la D 84 qui donne accès au Niolo et à Vico (74 km) via le col de Vergio ;
- depuis le nord-ouest de Francardo, la D 118 mène à Prato-di-Giovellina et à la piève de Giovellina ;
- depuis le nord-est de Francardo, la D 239 qui conduit à la piève de Vallerustie.

Par route, le bourg est distant de Corte (ville sous-préfecture) de 13 km.

#### Transports

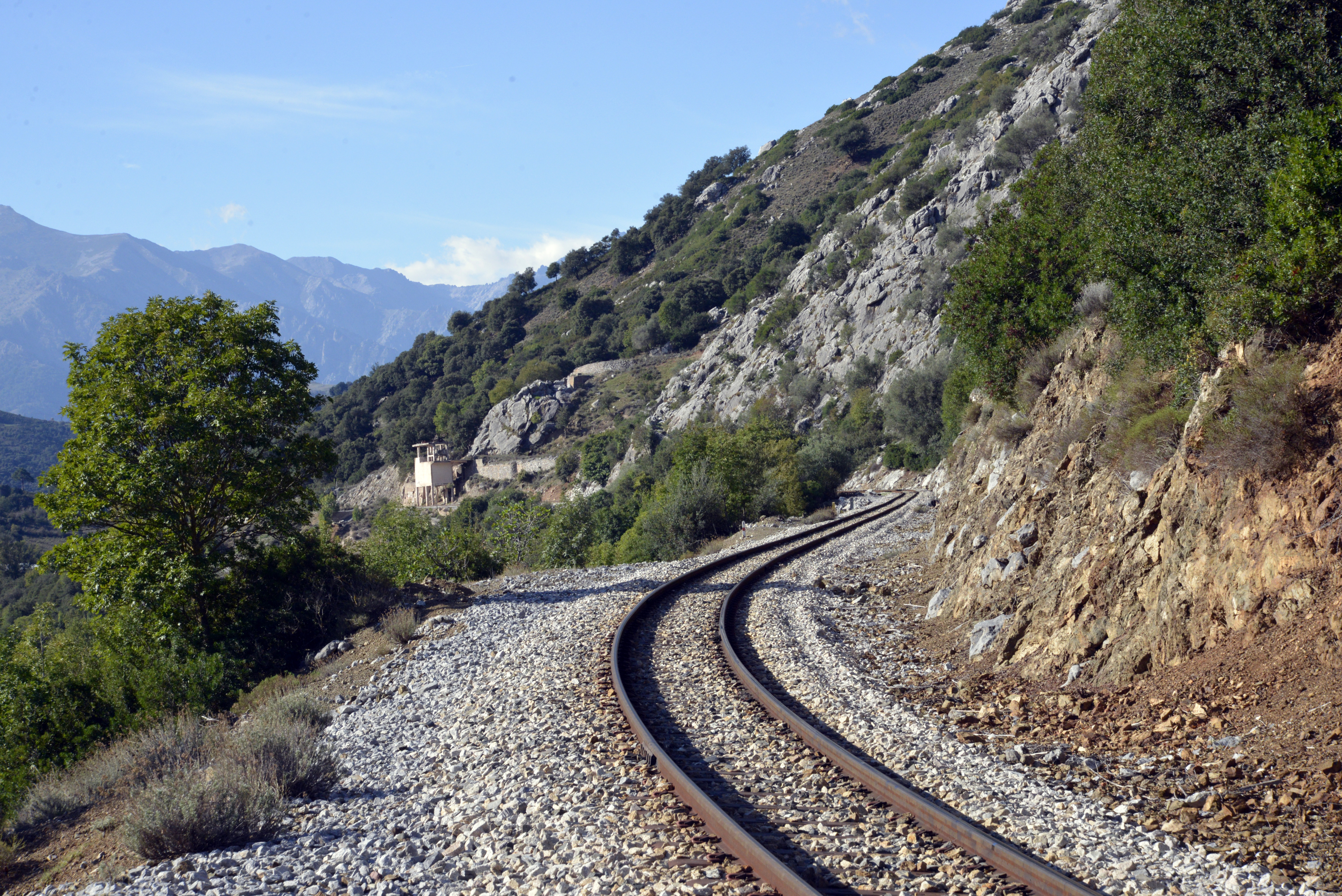
La voie ferrée vers la carrière de Caporalino située au-dessus du silo en béton armé.

La commune est traversée par la ligne de Bastia à Ajaccio des Chemins de fer de la Corse, avec un arrêt à Francardo. Existait autrefois l'arrêt de Caporalino.
À noter, dans la traversée de la Stretta alla Tinella dans laquelle coule le ruisseau de Sumano, le remarquable tunnel ferroviaire au nord de Caporalino, visible depuis la RT 20. Ce tunnel est aussi appelé tunnel de Francardo, Serra a la Figa ou Monte Pollino.
L'aéroport le plus proche est celui de Bastia Poretta, distant de 44 km, et le port de commerce celui de Bastia (61 km).

## Urbanisme

### Typologie
Omessa est une commune rurale, car elle fait partie des communes peu ou très peu denses, au sens de la grille communale de densité de l'Insee,,,.
Par ailleurs la commune fait partie de l'aire d'attraction de Corte, dont elle est une commune de la couronne. Cette aire, qui regroupe 34 communes, est catégorisée dans les aires de moins de 50 000 habitants,.

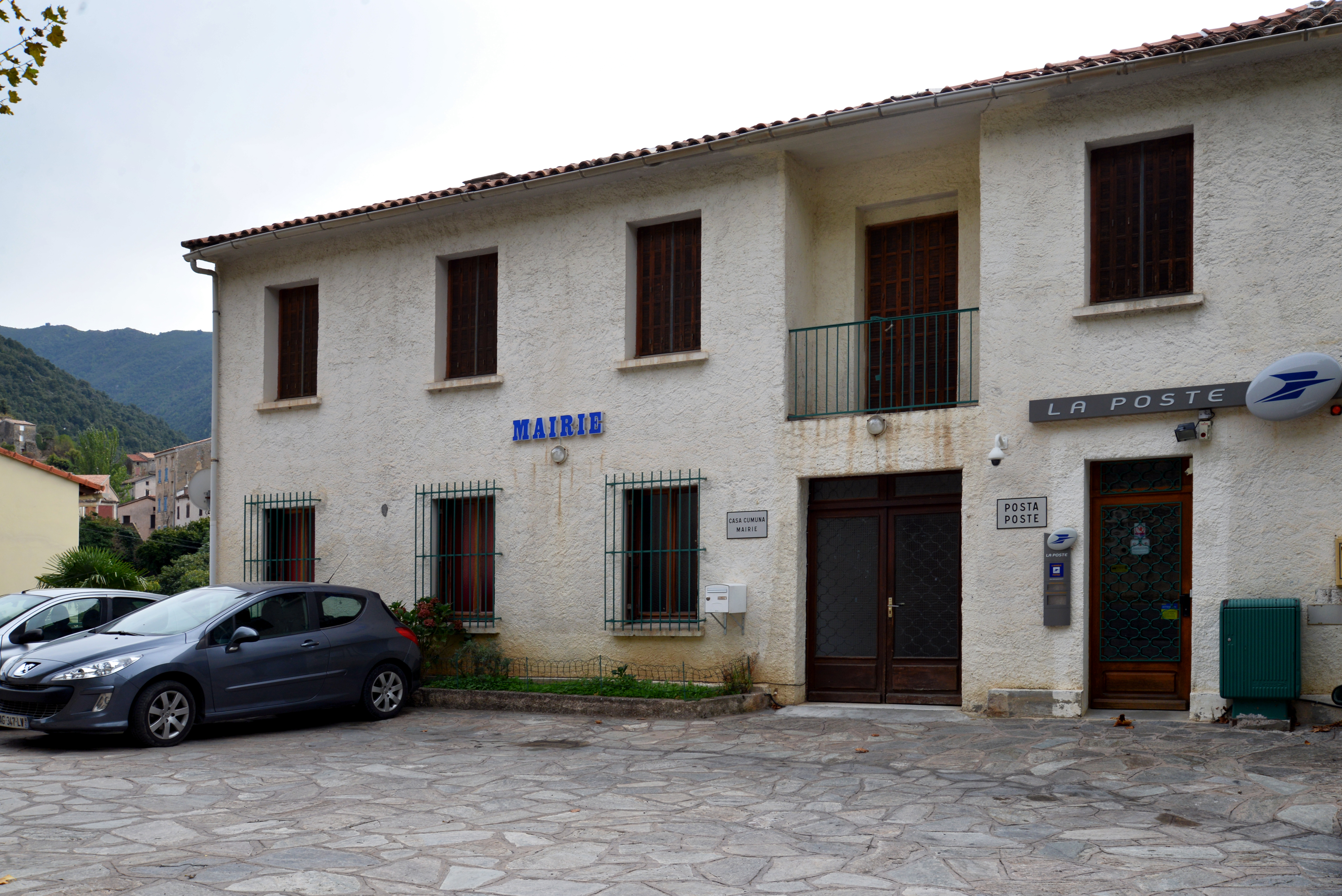
La mairie et le bureau de la Poste.

Omessa possède deux hameaux construits le long de la RN 193 : Francardo et Caporalino.

### Occupation des sols
L'occupation des sols de la commune, telle qu'elle ressort de la base de données européenne d’occupation biophysique des sols Corine Land Cover (CLC), est marquée par l'importance des forêts et milieux semi-naturels (90,1 % en 2018), une proportion identique à celle de 1990 (90,1 %). La répartition détaillée en 2018 est la suivante : 
milieux à végétation arbustive et/ou herbacée (58,5 %), forêts (30,1 %), zones agricoles hétérogènes (8,8 %), espaces ouverts, sans ou avec peu de végétation (1,5 %), zones urbanisées (1 %). L'évolution de l’occupation des sols de la commune et de ses infrastructures peut être observée sur les différentes représentations cartographiques du territoire : la carte de Cassini (XVIIIe siècle), la carte d'état-major (1820-1866) et les cartes ou photos aériennes de l'IGN pour la période actuelle (1950 à aujourd'hui).

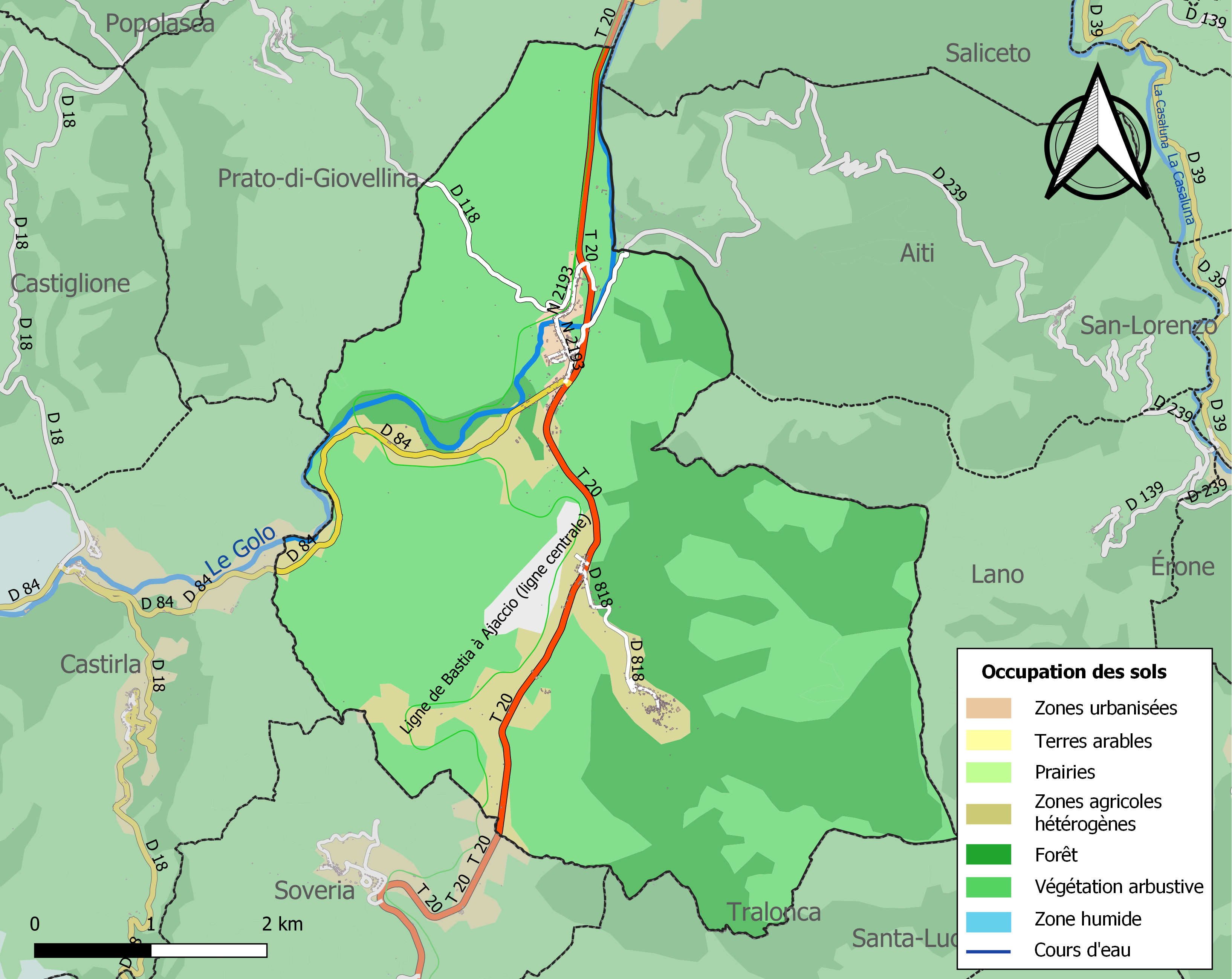
Carte des infrastructures et de l'occupation des sols de la commune en 2018 (CLC).

### Omessa

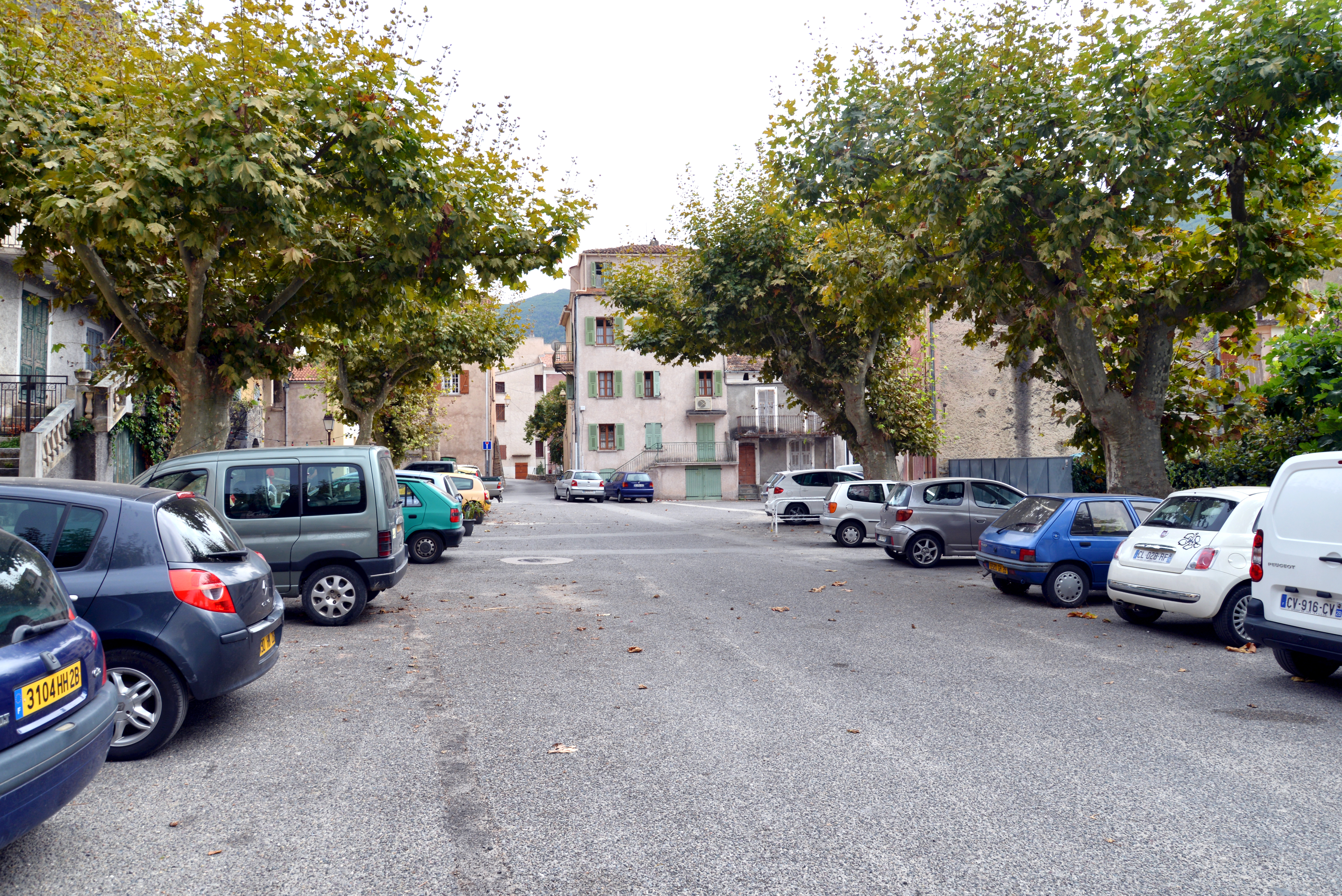
La place du village.

Le bourg d'Omessa est construit à  500 m d'altitude, à l'entrée du vallon du ruisseau de l'Elleratu, à environ 1,3 km « à vol d'oiseau » de son hameau Caporalino situé au pied du monte a Supietra. Caché de la RT 20 qui traverse la commune, on ne le découvre qu'en empruntant la route D818 qui se termine au village. Le centre historique se situe dans la partie supérieure du village, comprenant l'église paroissiale Saint-André du XVe siècle et les habitations qui la cernent. Les ruelles qui sont étroites, dallées, avec passages voûtés, sont interdites aux véhicules automobiles. Quoique se trouvant en zone schisteuse, les couvertures des toits sont faites de tuiles rouges.
L'ancien couvent des Récollets en ruine domine le village.
Se trouvent au quartier Sainte-Croix, la mairie, le bureau de La Poste et le local de l'association loi de 1901 « Groupe Chiroptères Corse », et au bourg le monument aux morts sur la place du village.

### Caporalino
Caporalino est le hameau le plus proche du village. Il se trouve dans le passage stratégique entre Bastia et Corte, un défilé sinueux, la Stretta alla Tinella, creusé dans les calcaires crétacés au-dessous d'Omessa par le ruisseau de Sumano, difficile et dangereux depuis toujours, traversé par la RT 20 et la voie ferrée qui longent le cours d'eau. Il est dominé par le monte a Supietra au pied duquel était exploitée jusqu'en 1980, la carrière de calcaire dite « carrière de Caporalino ». Au nord de l'arête, proche du sommet du Monte Pollino, se dressent les vestiges du Castello di Supietra, une fortification qui surveillait le passage du défilé.

### Francardo

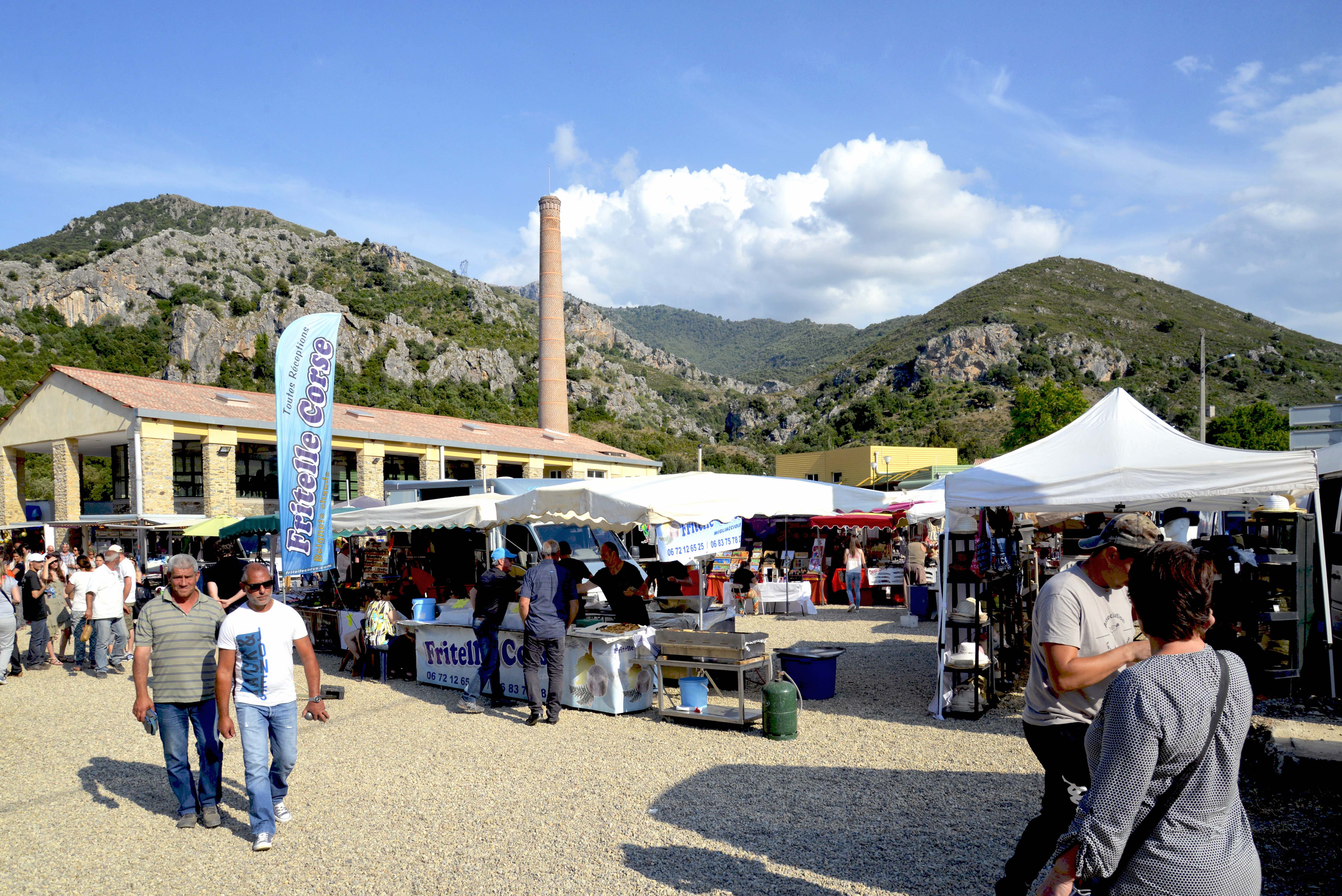
Foire de Francardo 2015.

Francardo est une petite agglomération du centre de l'île, au nord de la commune, qui s'est développée au carrefour de la route T20 avec la D 118, la D 239 et surtout la D 84, cette dernière donnant accès au Niolo et au Vicolais, mettant Vico (ancienne ville sous-préfecture) à 74 km. Francardo est divisée en deux par le Golo : Ponte Francardo au nord et Francardo même au sud du pont. Force est un hameau nouveau qui s'est développé à la sortie du village en direction du Niolo. S'y trouve la gare de Francardo.
Autrefois, Francardo était un centre industrialisé ; existaient une fonderie, une briquèterie et une scierie qui travaillait le bois des forêts du Niolo toujours exploitées aujourd'hui mais livré à d'autres destinations.
En 2006 a été créé Prumitei, le centre des arts du feu de Francardo situé à l'ancienne briquèterie réhabilitée.
Une foire rurale se tient chaque année à l'ancienne briqueterie.

## Histoire
Ce village, autrefois puissamment fortifié, fut longtemps chef-lieu de la piève de Talcini, avant d'être supplanté par son "faubourg" : la ville de Corte. Au XIVe siècle, Omessa était l'une des capitales du puissant fief des Bianculacci de Giovellina.

### Antiquité
Talcinum oppidum est le nom de lieu mentionné par Ptolémée dont l'emplacement est indiqué par les cartes topographiques. Ce nom deviendra Talcini, la piève qui comprenait les paroisses d'Omessa, de Corte, de Tralonca, de Fogata-de-Marcorio et de Castellare.
Toujours selon Ptolémée, Les Licnini qui étaient l'une des douze nations qui habitaient la Corse, étaient établis au sud des Cilebenses et à l'ouest des Mariani. Ils occupaient le bassin moyen du Golo.

### Moyen Âge
Une fois l'île soumise à son autorité, le comte Ugo della Colonna donna à son compagnon d'arme, Amondo Nasica, Avoglino (Giovellina) avec tout le bassin du Golo ; c'est cet Amondo qui a donné son nom aux Amondaschi. C'est dans un acte daté des environs de 1080, qu'apparaissent, comme témoins, Ansifredo Amundasco, ses fils et ses frères.

#### La seigneurie Amondaschi
Maîtres de tous les pays situés sur les deux rives du Golo, les Amondaschi étaient établis à Supietra, où ils s'étaient fortifiés. Amondino leur chef, après une longue guerre parvint à agrandir son fief en se rendant maître de la piève de Vico, puis dans l'En-Deçà-des-Monts, des pièves de Venaco et de Talcini. Mais une autre famille apparut qui se fit connaître à Vallerustie ; celle-ci construisit le château de Corsoli et s'empara de Talcini. « Afin de resserrer les Amondaschi, ils s'établirent en vue de Supietra, sur une roche qui domine l'endroit où se trouve aujourd'hui Omessa ; ils y construisirent un château appelé la Ferraiuola et l'occupèrent longtemps. Plus tard, un de ces gentilshommes laissa eu mourant ce château aux mains d'un vassal, qui avait été son balio (père nourricier de ses enfants). Les fils du balio conservèrent la possession du château et se contentèrent toujours du rang de popolani (gens du peuple). C'est d'eux qu'est descendue la famille d'Omessa. ».
À la mort d'Amondino, cette famille Amondaschi devint la proie de la discorde ; une partie de ses membres resta à Supietra, leur résidence principale, qui, au temps où les Pisans étaient maîtres de l'île, fut appelée la Giocosa Guardia. L'autre partie construisit un château à Ferlaia di Casacconi. Ceux de Supietra prirent à leur tour les armes les uns contre les autres ; le parti le plus faible passa à Giovellina et éleva un château à Serravalle. Le fief commence à se désagréger : perte de Caccia, Lento, Bigornu, Mariana, Casacconi, Rostino, Talcini, Venaco, Vico, Niolo, etc.
- 1264 - Les Amondaschi, seuls, s'obstinèrent dans leur résistance et refusèrent d'obéir à Giudice. Celui-ci les dépouilla donc des quelques possessions qui leur restaient, les chassa du château de Supietra et en confia la garde aux Aschesi, qui étaient toujours restés hommes du peuple, et lui avaient témoigné un grand dévouement[25].
- 1324-1325, Castruccio Castracani énumère dix-sept familles ou clans en les divisant en deux groupes. Les Amondaschi apparaissent en secondaires.
- 1370 (?) - Les derniers membres de la famille des Amondaschi et de celle des Aschesi se firent entre elles une guerre si acharnée qu'elles finirent par être complètement anéanties.

#### Castello di Supietra
La fortification de Supietra dont il ne subsiste que des vestiges, est située à environ 400 m d'altitude au nord du petit massif calcaire du Monte a Supietra, dominant l'actuel hameau de Caporalino. Elle avait été construite par Amondino au XIIIe siècle, et défendait un point de passage difficile et dangereux entre Bastia et Corte.
Détruits à plus de 50 % durant la révolte anti-féodale de 1357 conduite par Sambucucciu d'Alandu, ces castelli sont réoccupés et restaurés au XVe siècle. La présence de céramique visible en surface, mais aussi les documents écrits, attestent, parfois, du rôle important joué par ces châteaux autour de 1450. C'est le cas, par exemple, de Petralerata et de Supietra ou encore de la Tozza de Patrimonio. Le plus souvent, ces fortifications sont occupées au XVe siècle par de petites garnisons génoises, mais quelquefois par les caporali, ces notables ruraux apparus après la révolte. Castello di Supietra sera utilisé jusqu'au milieu du XVIe siècle, moment où Gênes, pour des raisons de sécurité ou par simple vengeance, entreprend la destruction définitive de l’édifice.
L'intérieur mesure 4 × 6 mètres. Supietra disposait de deux citernes qui permettaient de survivre en cas de siège et ne devaient pas être utilisées couramment. Elles occupaient le rez-de-chaussée de la tour et étaient surmontée d'une voûte, une des caractéristiques des châteaux du Nebbio, de la basse vallée du Golo et du Cap, construits à l'époque. La plus grande citerne, de plan circulaire, est très probablement du XVe ou du XVIe siècle.

Au XIIIe siècle, durant la guerre que se livrèrent Giovanninello de Pietr'all'arretta, seigneur du Nebbio, et Giudice, la fortification fut le théâtre de combats. 

« Giudice franchit les Monts avec des forces imposantes et arriva à Supietra qu'occupaient ses gens. Il y eut de ce côté des engagements sanglants entre les deux partis, parce que les gendres de Giudice avaient pris les armes pour leur beau-père et lui avaient amené de si puissants renforts, que ses ennemis étaient partout dans de graves embarras. Comme les deux adversaires avaient de nombreux partisans qui venaient les soutenir, la discorde s'étendit à l'île tout entière. Le parti de Giudice et celui de Giovanninello prirent un nom particulier à la suite de cette division qui dura plus de deux cents années consécutives, et ressembla assez à celle des Guelfes et des Gibelins en Italie. »

— Giovanni della Grossa in Chronique, traduction de Lucien Auguste Letteron in Histoire de la Corse - Tome I, p. 184.
.
Dans les années 1270, Giudice ne possédait plus dans l'Au-Delà-des-Monts que la partie appelée il territorio Cinarchese, et dans l'En-Deçà-des-Monts les châteaux de Supietra et de Vortica. Il confia à chacun de ses quatre fils, tous bâtards, la garde de quelque pays ou de quelque château dans le territoire soumis à leur autorité, c'est-à-dire depuis Querco jusqu'à Bonifacio, qui s'est toujours appelé « Terre des Bâtards ». Il reconnut également comme seigneur Rinieri de Cozzi, fils de sa fille, lequel portait le même nom que son père et son grand-père. Il le maintint comme seigneur de Cozzi et lui donna de plus la Cinarca avec toute la seigneurie qui en dépendait.

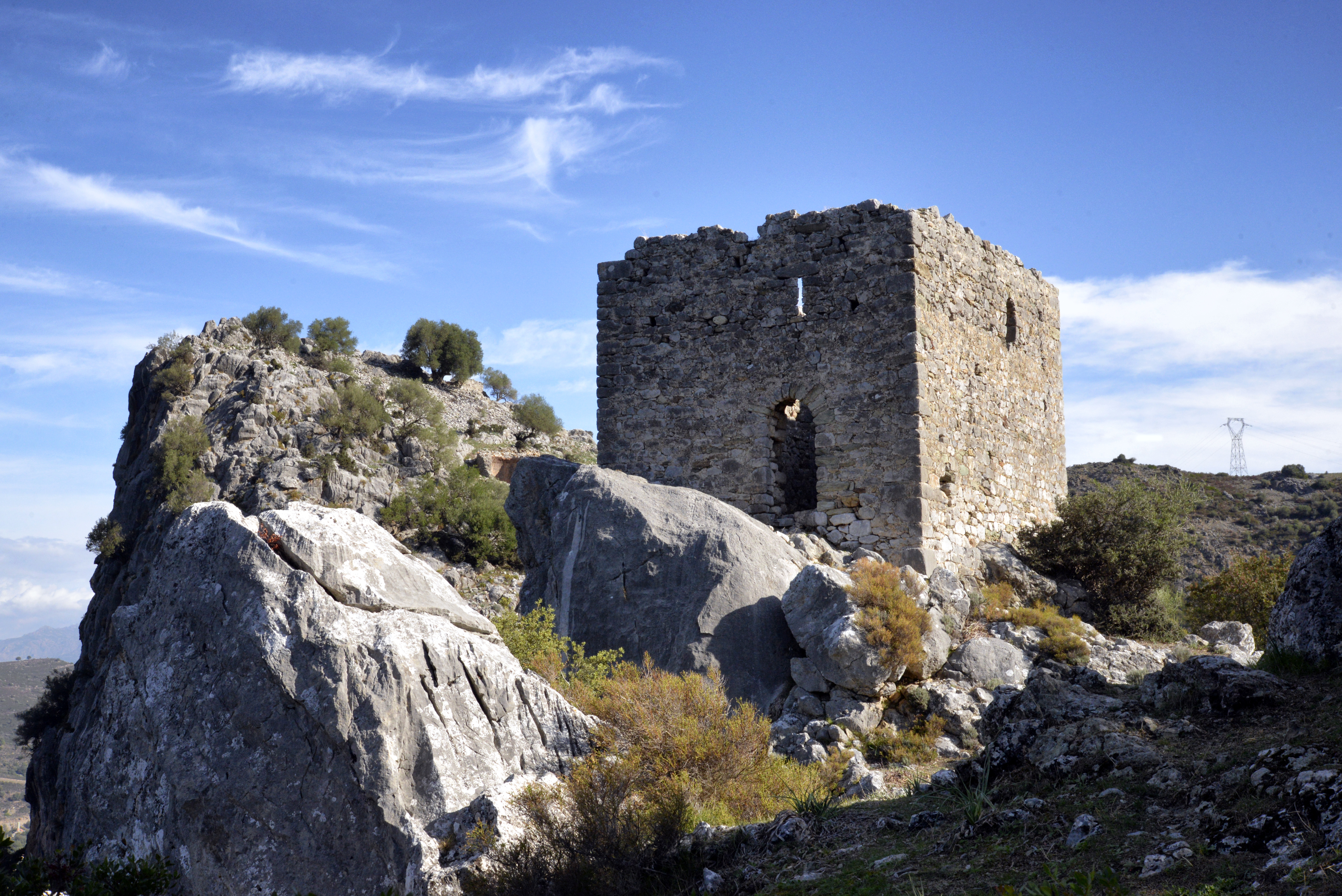
Castello di Supietra.
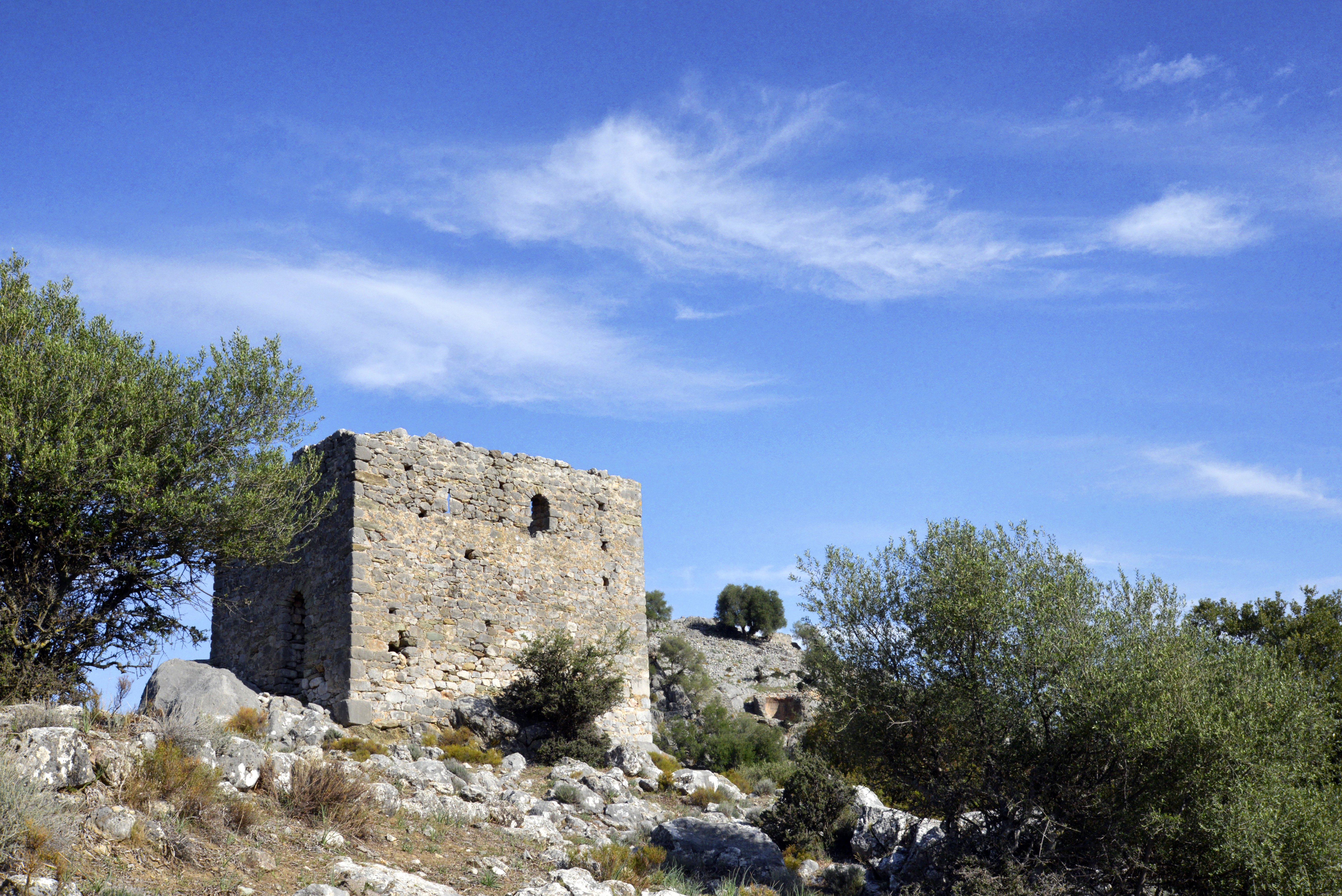
Côté sud.
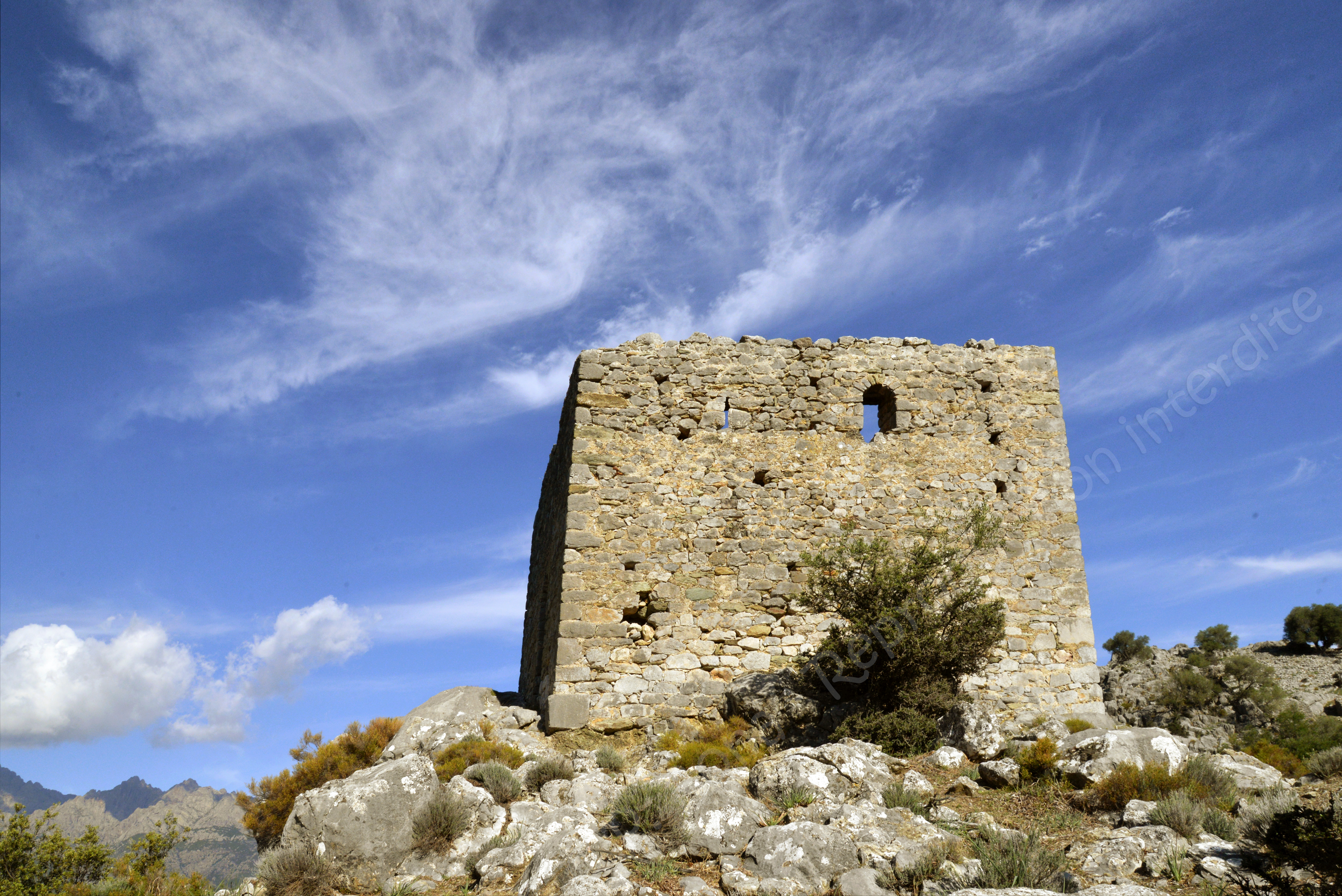
Côté sud-est.
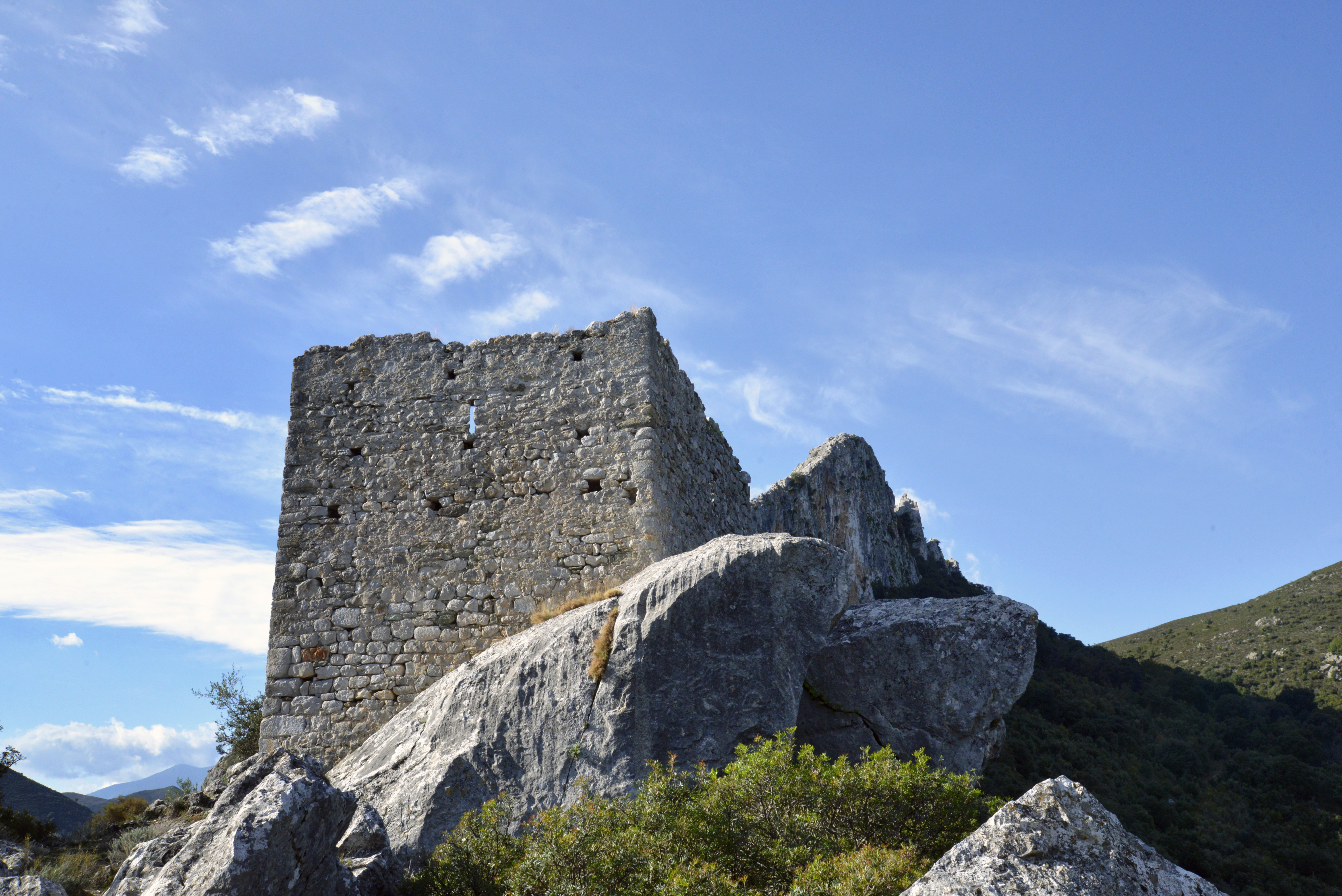
Côté nord-est.
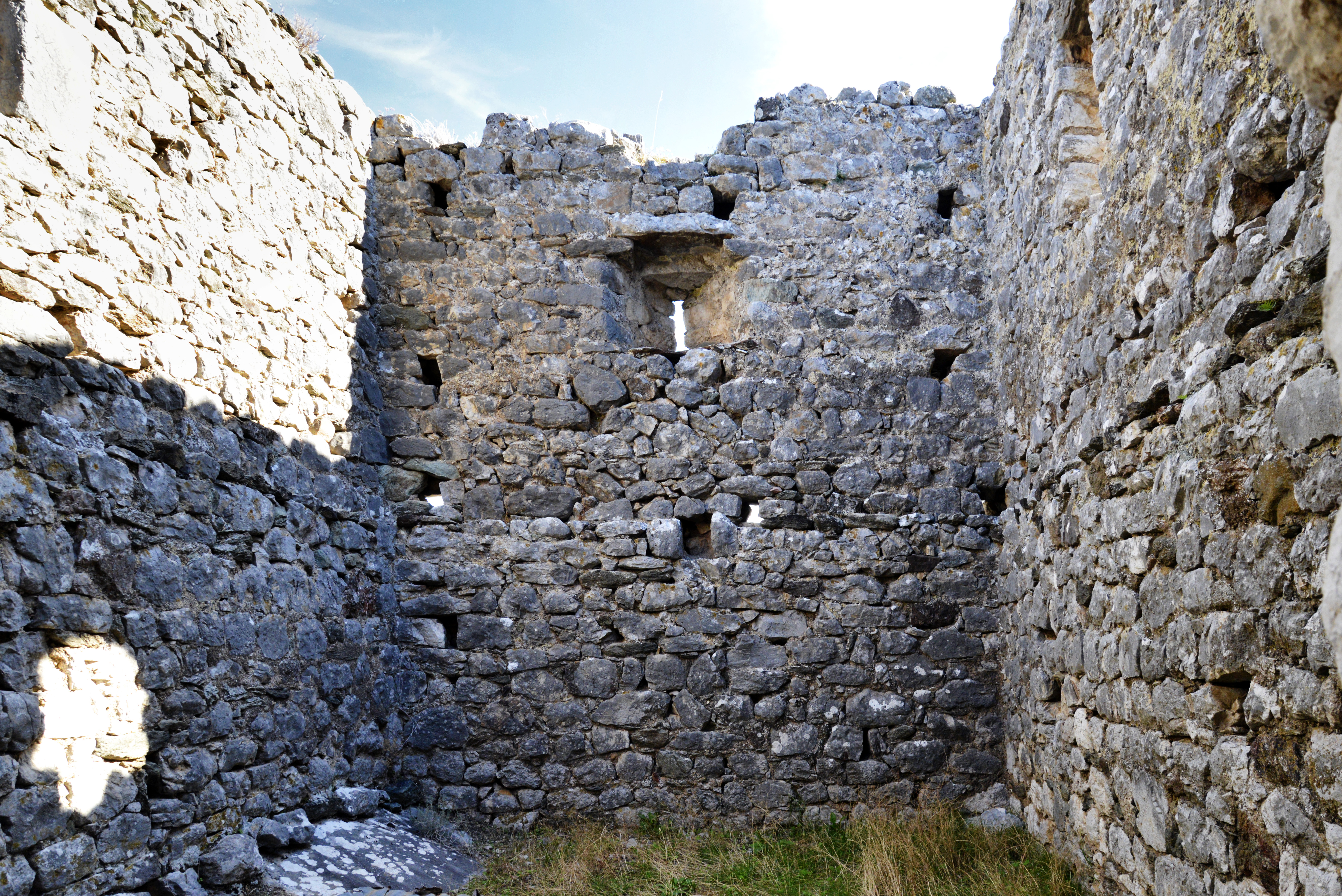
intérieur.

#### De la famille d'Omessa

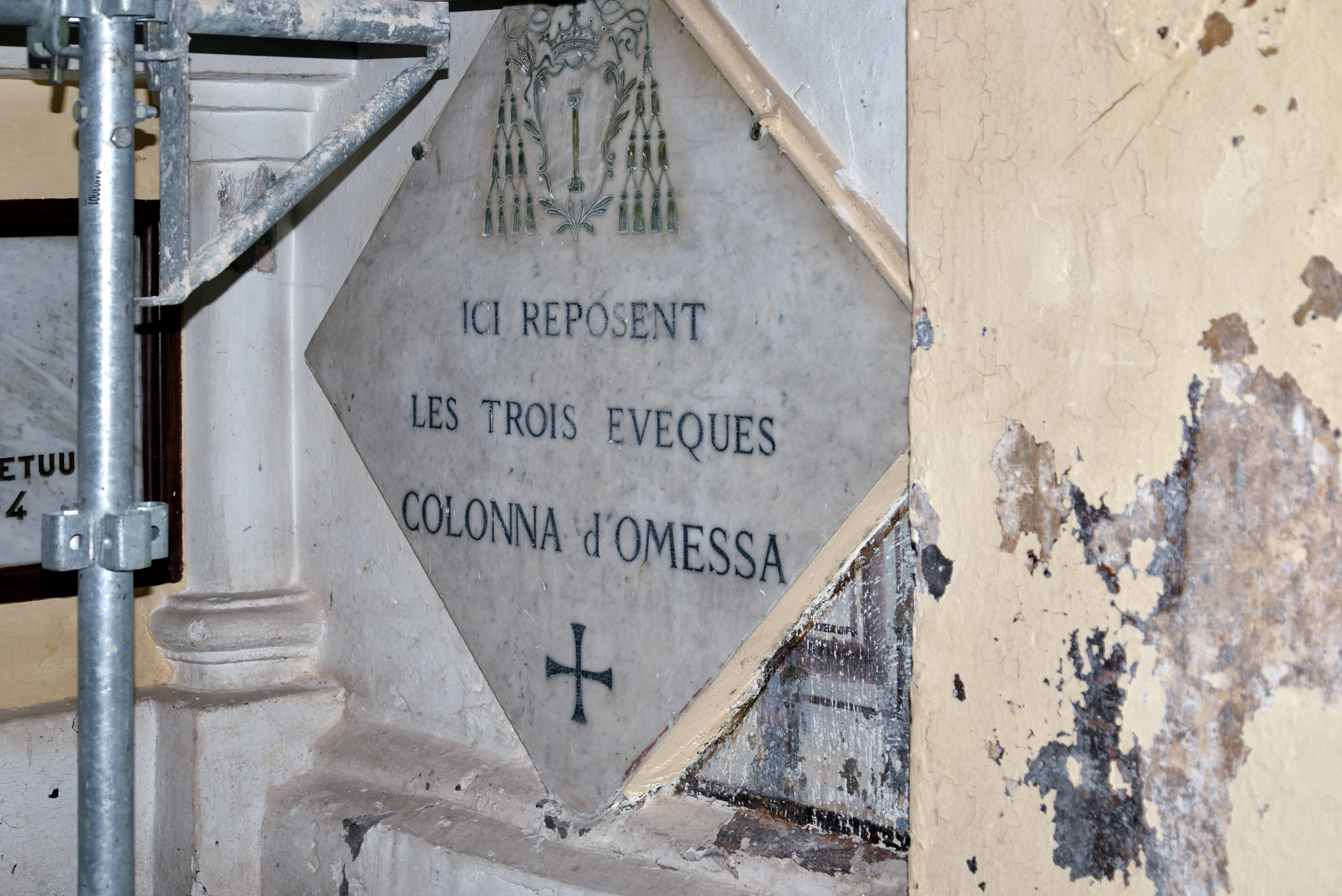
Plaque mortuaire dans l'église Saint-André.

Sur l'origine de la famille d'Omessa et celle des Ceccaldi, le chroniqueur Ceccaldi reconnaît franchement qu'il descend du berger Peloso : 

« mais la famille d'Omessa, trouvant sans doute cet ancêtre indigne d'elle, répudia son origine et prétendit descendre des Colonna. Voici l'épitaphe des trois évêques de la famille d'Omessa, ensevelis dans l'église de ce village : Hoc ossa condit, cœlum sumpsit spiritum Johannis Padovani Marianensis, Natalini Acciensis, Ambrosii Aleriensis Antistitum, Nobili ex domo Columna ab Omessa »

— Giovanni della Grossa in Chronique, traduction de Lucien Auguste Letteron in Histoire de la Corse - Tome I, note de bas de p. 167

Quelques anciens ont une opinion différente sur l'origine de la famille d'Omessa. 

« Ambrogio d'Omessa, piévan de Giovellina, qui a dépassé sa quatre-vingtième année, est encore vivant ; il avait pour père Arrigo qui, à sa mort, avait environ quatre-vingt-dix ans. Le père d'Arrigo était Ambrogio, évêque d'Aléria, qui mourut également dans un âge très avancé. Ce piévan d'Omessa dit avoir entendu raconter à son père, qui le tenait de l'évêque, comment le gentilhomme qui sortait de Corsoli s'était fixé à la Ferraiuola et avait eu un grand nombre d'enfants ; que devenu vieux et peu respecté de ses fils et de leurs femmes, il avait, dans son dépit, donné le château à un berger, appelé Peloso, d'Ellerato, localité voisine, lequel comptait dans sa famille dix-huit fils ou petits-fils, et que le gentilhomme voulut qu'une de ses propres filles, que Peloso avait élevée, épousât un fils du balio. Suivant le même Ambrogio, de cette famille sortit plus tard Ristoruccio, homme d'un grand renom, dont les deux fils, Asinucello et Verdone, allèrent habiter Omessa. D'Asinucello naquit Ceccaldo, qui plus tard alla s'établir à Vescovato. Verdone eut plusieurs fils : Giovanni, Arriguccello, Giovannuccello et deux autres encore. Giovanni fut plus tard évêque de Mariana ; de Giovannuccello naquit Ambrogio, évêque d'Aléria, dont nous venons de parler, et des autres descendirent les Verdonacci, les Pagnalacci et les autres familles de cet endroit. »

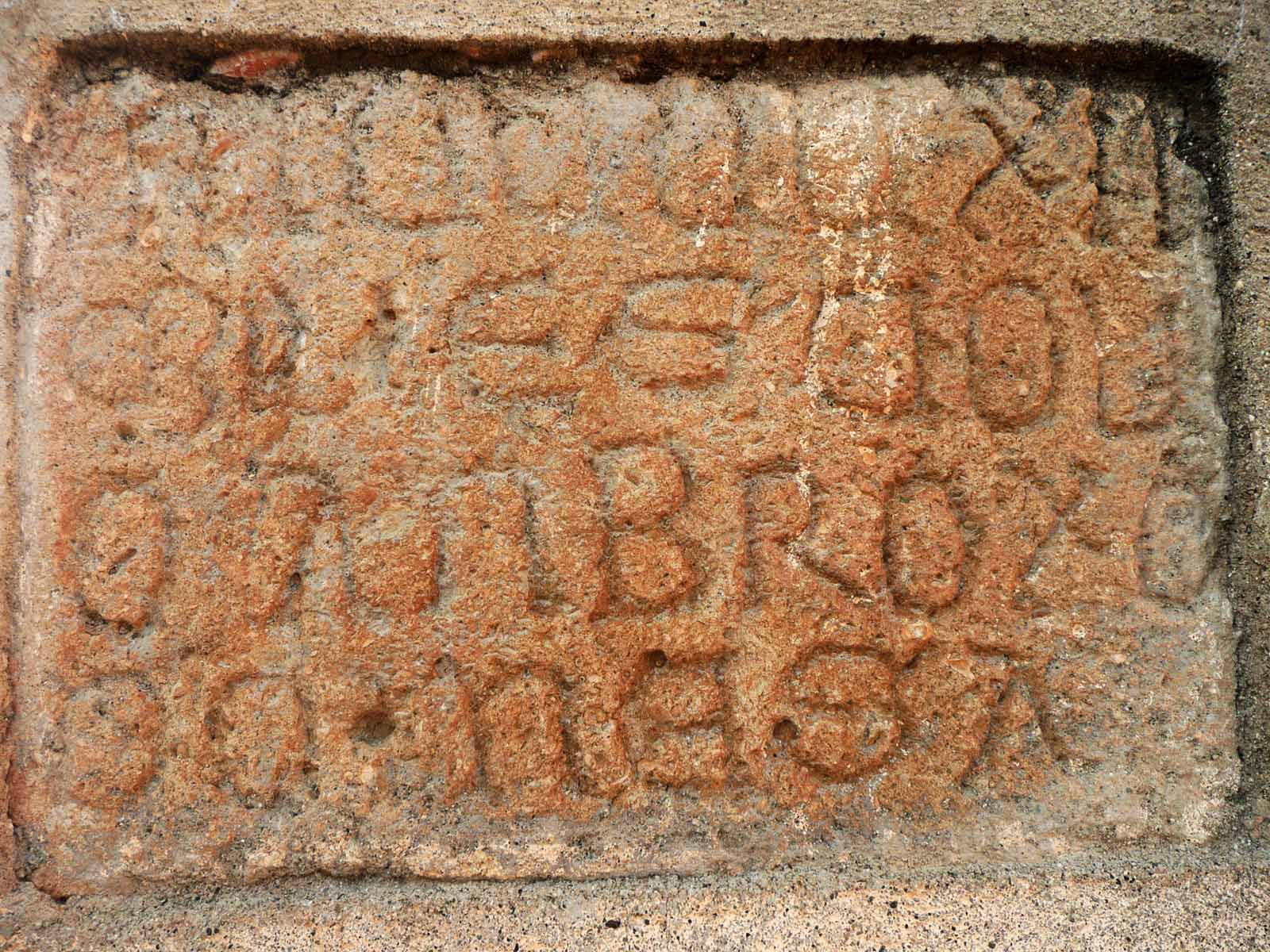
Pierre tombale de l'évêque Ambrogio Colonna d'Omessa dans l'église Saint-André.

Sur une plaque de marbre apposée dans l'église Saint-André, il est gravé : « Ici reposent les trois évêques Colonna d'Omessa » !
- 1411 - Giovanni d'Omessa, évêque de Mariana, et d'autres personnages considérées en Corse, trouvant que le gouverneur génois les traitait avec trop peu d'égards, prirent les armes contre lui et appelèrent à leur aide le comte Vincentello d'Istria.
- 1412 - Ambrogio Colonna d'Omessa est nommé évêque d'Aléria (Corse)
- 1414 - Pour assouvir le ressentiment qu'il nourrissait toujours contre l'évêque de Mariana et ses amis du Delà des Monts, Vincentello après s'être emparé du pays, poursuivit vigoureusement ses ennemis surtout l'évêque qui, après la déroute, était allé s'enfermer à Omessa dans une tour que Vincentello assiégea. Après plusieurs jours de combats, le comte leva le siège. Le gouverneur génois rallia de nombreuses forces parmi lesquelles celles de l'évêque de Mariana, celles du chanoine de Casta, de Bondiuccio de Chiatra, et de Sambucuccio de Pietricaggio[Note 8].

Ambrogio d'Omessa, évêque d'Aléria et neveu de l'évêque de Mariana, réunit ses forces et fit longtemps la guerre aux alliés en faveur du gouverneur.
- 1418 - Alphonse, roi d'Aragon, alla occuper la Sardaigne avec une forte et puissante armée. Après l'avoir conquise, il passa en Corse et s'empara tout d'abord de la ville et du château de Calvi. Les évêques d'Omessa, avec le comte Vincentello, Rinuccio de Leca, Luciano de Casta, les seigneurs de Brando et ceux de Nonza se rendirent auprès de lui pour lui promettre obéissance.
- 1430 - La guerre éclata entre Luciano de Casta et Frà Ambrogio d'Omessa, évêque d'Aléria, auxquels le comte avait donné le titre de caporaux.
- 1462 - Ambrogio Colonna d'Omessa, de retour d'éxil consacre la cathédrale d'Aléria.
- 1464 - Ambrogio Colonna d'Omessa décède à Omessa (Haute-Corse) après 52 années d'épiscopat.
- 1477 - Tommasino de Campofregoso doge de Gênes, était à peine arrivé à Omessa, qu'il apprit que Carlo Della Rocca avait été la nuit, pendant son sommeil, tué dans son lit par un de ses serviteurs.
- 1487 - 1er janvier, Giovan Paolo di Leca, traversant le Niolo avec trois cents chevaux et un plus grand nombre de gens de pied, arrive à Omessa. Galeotto, envoyé, par les commissaires, l'y rencontre. Giovan Paolo passa dans les pièves de Bozio et de Serra, passa par Venaco, Omessa, la piève de Rogna, soulevant en sa faveur tous les caporaux et les populations. Il est opposé au commissaire, qui est accompagné de Rinuccio Della Rocca.

### Temps modernes
- Vers 1520, la piève de Rogna qui comptait environ 4 250 habitants, avait pour lieux habités : Vivario (li Gati, le Murachiole, Arche), Herbajolo, la Valle di Sera, la Fosigia, la Lamella, Altiani, lo Petragio, lo Pè di la Corte, lo Lunello, Porra, lo Piano Buono, la Petra Serena, Santa Maria de Talsini, Corte, Omessa, Santa Lutia, Tralunca, lo Soarello, Castirla.

De Marc' Antonio Ceccaldi, historien contemporain : « Marco, neveu d'Ambrogio piévan de l'endroit, tua vers cette époque Marc'Antonio, fils de Giovan Battista, son adversaire. Le bruit de cette mort s'étant répandu, de nombreux habitants d'Omessa accoururent pour prêter leur appui à Giovan Battista. Ils cernèrent la tour du piévan, où celui-ci s'était retiré avec le meurtrier ; la tour fut prise et brûlée, Marco fut tué, et le piévan fait prisonnier. Mais comme son neveu avait péri, on le relâcha. »
- 1565 - 13 juillet, Stefano D'Oria[Note 9], partit avec ses troupes de Bastia. Celles-ci sont grossies à Saint-Florent, « où venaient de débarquer trois compagnies de celles que le roi d'Espagne avait soudoyées à ses frais »[28], et de cinq nouvelles compagnies. Dans cette expédition, ils brûlèrent les moissons déjà mûres de Pietr'Alba et de Caccia jusqu'au village d'Asco, puis les villages et les blés de la piève de Giovellina. Sampiero Corso, en apprenant que Stefano était sorti de Bastia avec ses troupes, repassa précipitamment dans le « Deçà des Monts » et en compagnie de nombreux Corses l'attendit au passage de la Stretta alla Tinella. Lorsque l'armée génoise descendit, il s'engagea une vive escarmouche qui dura longtemps et dans laquelle il y eut des morts des deux côtés. Dans cette affaire, les Corses firent beaucoup de mal à leurs ennemis en faisant rouler un grand nombre d'énormes pierres qu'ils avaient mises en équilibre au moyen de leviers au sommet de la pente d'une haute montagne. Mais les Corses furent obligés de se retirer dans les montagnes. Stefano fit brûler le village d'Omessa, puis en continuant sa route, celui de Soveria avec leurs moissons mûres, et passa ensuite par Corte.
- 1565 - 25 août. Après avoir réuni autant de Corses que le lui permettait le peu de temps dont il pouvait disposer, il retourna encore une fois avec eux au passage de la Stretta (traduire passage étroit) au-dessous d'Omessa, et y attendit l'armée génoise. Arrivés à la Stretta où les attendaient les Corses, les Génois eurent à soutenir une lutte longue et dangereuse, dans laquelle il y eut des morts de part et d'autre, mais réussirent à forcer le passage.

Sampiero, résolu de faire tous ses efforts pour prendre sa revanche sur l'armée génoise à son retour, avait multiplié les obstacles dans les passages les plus difficiles au-dessous d'Omessa ; il avait fait placer en travers de longues pièces de bois et de grosses pierres pour l'attaquer avec plus d'avantage.
- 1567 - Alfonso, fils aîné de Sampiero, après la mort de son père, s'occupa résolument de continuer la guerre. Après avoir fait restaurer en partie le fort de Corte, il fit faire ensuite un autre fort à Omessa et s'étendait ainsi peu à peu dans le pays. Ce dernier fort était gardé par un certain Franzino qui avait sous ses ordres quelques arquebusiers.
- 1568 - L'alfiere (lieutenant) Girolamo Roccatagliata était parti avec sa compagnie pour rester dans le fort d'Omessa. Le soir même qu'il y arriva, les Corses d'Alfonso engagèrent contre lui une escarmouche dans laquelle ils lui tuèrent un soldat de Chiavari et lui prirent sept chevaux.
- 1739 - 20 juin. Le marquis de Maillebois lieutenant-général commandant en chef de l'armée du Roi en Corse, détache M. du Châtel pour occuper Omessa et soutenir le colonel de Lussan qu'il fait avancer vers Corte. Le 22 juin, Maillebois va camper à Omessa.

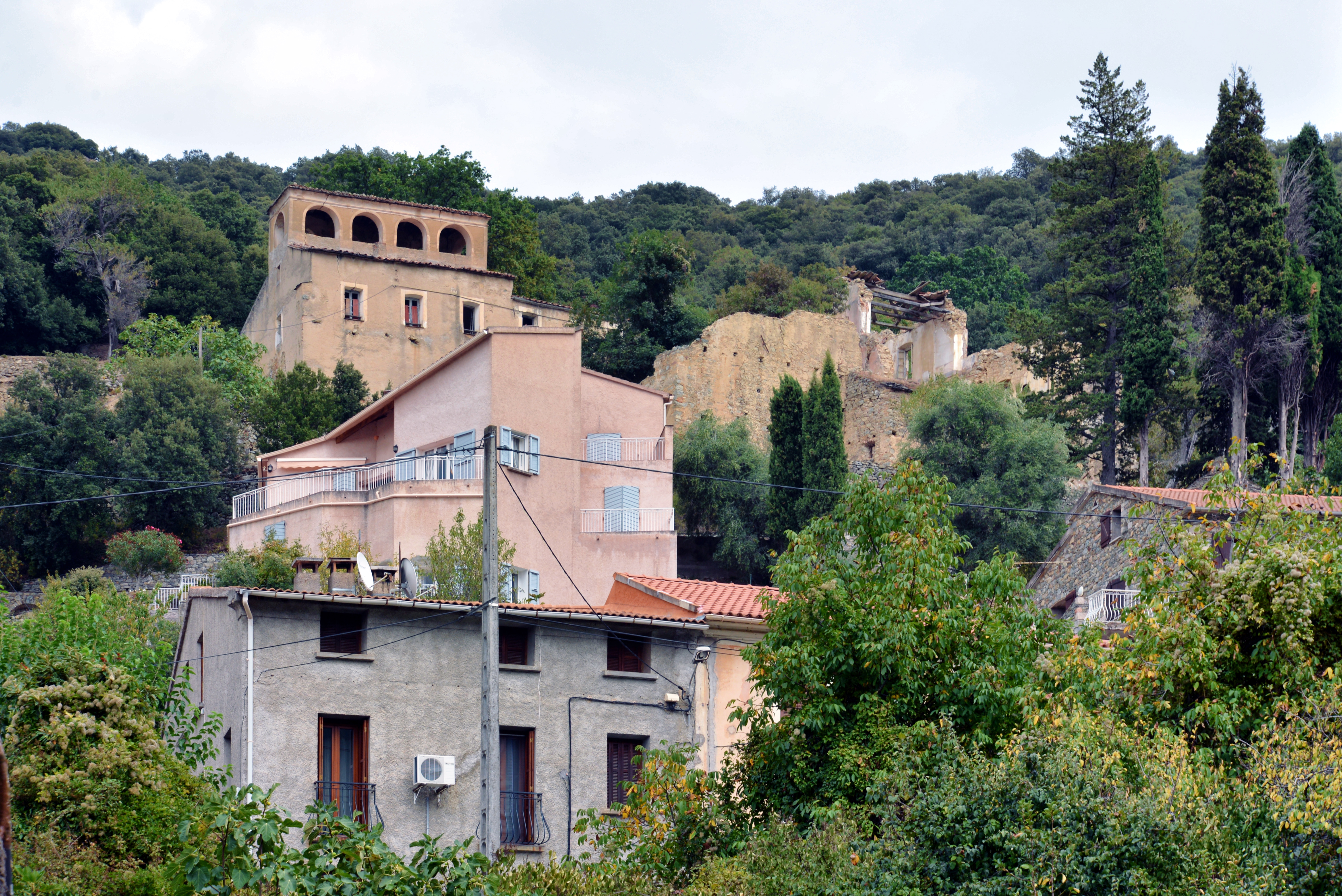
Couvent d'Omessa ruiné.

- 1751 - 10 et 11 novembre. Consulte au couvent d'Omessa : les Corses décident de s'unir aux Français pour réprimer les homicides.
- 1769 - 20 mai. Les Français occupent Omessa. Paoli se retire à Vivario.
- 1789 - La Corse appartient au royaume de France. Omessa se trouve dans la juridiction royale de Corte.
- 1790 -  Avec la Révolution française est créé le département de Corse avec Bastia comme préfecture. Les anciennes communautés ou paroisses prennent le nom de communes. la commune se nommait Omessa.

Le 12 juillet, les cinq diocèses de la Corse (Ajaccio, Aléria, Bastia, Mariana et Nebbio) sont ramenés à un seul.
- 1793 - An II. la Convention divise l'île en deux départements : El Golo (l'actuelle Haute-Corse) et Liamone (l'actuelle Corse-du-Sud) sont créés. L'ex-juridiction royale de Corte devient le district de Corte ; celui-ci est partagé en cantons (ex-pievi), et le canton en communes. Omessa se trouve dans le canton du Golo, dans le district de Corte et dans le département de El Golo.
- 1794 : avec l'aide des Anglais (flotte de l'amiral Hood), Paoli devient maître de presque toute l'île. Londres impose le vice-roi Gilbert Elliot. Mais avec l'arrivée des troupes françaises des généraux Gentile et Casalta débarquées à Macinaggio, les Anglais quittent vite la Corse.
- 1801 - Sous le Consulat[Note 10], la commune qui a le nom de Omessa, est toujours dans le canton de Golo, dans l'arrondissement de Corte et le département d'El Golo.
- 1811 - Les départements d'El Golo et du Liamone sont fusionnés pour former le département de Corse.
- 1828 - Omessa devient le chef-lieu du canton éponyme[29]
- 1888 - Mise en service de la gare de Francardo.

### Époque contemporaine
- 1943 - septembre : l'Italie qui avait envoyé 80 000 soldats pour occuper la Corse dès novembre 1942, capitule.
  - 3 octobre : le Cap Corse est libre.
  - 5 octobre : les 13 000 Allemands présents sur l'île la quittent.
- 1954 - Le canton d'Omessa était formé des communes de Castiglione, Castirla, Piedigriggio, Popolasca, Prato-di-Giovellina, Soveria et Omessa qui comptait alors 704 habitants.
- 1973 : Omessa fait partie du canton de Niolu-Omessa nouvellement créé avec la fusion imposée des anciens cantons de Omessa et Calacuccia.
- 1975 - La Corse est à nouveau partagée en deux départements. Omessa se trouve dans celui de Haute-Corse.
- 2005 - Le 22 mars, Omessa fait partie du canton de Golo-Morosaglia.

## Politique et administration

### Liste des maires
| Période                                  | Période  | Identité              | Étiquette | Qualité                   |
| ---------------------------------------- | -------- | --------------------- | --------- | ------------------------- |
| Mai 2020                                 | En cours | Jean Francois Filippi |           | Fonctionnaire Territorial |
| Les données manquantes sont à compléter. |          |                       |           |                           |

## Population et société

### Démographie
L'évolution du nombre d'habitants est connue à travers les recensements de la population effectués dans la commune depuis 1800. Pour les communes de moins de 10 000 habitants, une enquête de recensement portant sur toute la population est réalisée tous les cinq ans, les populations de référence des années intermédiaires étant quant à elles estimées par interpolation ou extrapolation. Pour la commune, le premier recensement exhaustif entrant dans le cadre du nouveau dispositif a été réalisé en 2006.

En 2022, la commune comptait 599 habitants, en évolution de +3,63 % par rapport à 2016 (Haute-Corse : +5,15 %, France hors Mayotte : +2,11 %).
| 1800 | 1806 | 1821 | 1831 | 1836 | 1841 | 1846  | 1851 | 1856  |
| ---- | ---- | ---- | ---- | ---- | ---- | ----- | ---- | ----- |
| 649  | 651  | 711  | 889  | 929  | 884  | 1 011 | 940  | 1 054 |

| 1861 | 1866 | 1872 | 1876 | 1881 | 1886  | 1891 | 1896 | 1901 |
| ---- | ---- | ---- | ---- | ---- | ----- | ---- | ---- | ---- |
| 977  | 953  | 914  | 864  | 903  | 1 014 | 795  | 848  | 793  |

| 1906 | 1911 | 1921 | 1926 | 1931 | 1936 | 1946 | 1954 | 1962 |
| ---- | ---- | ---- | ---- | ---- | ---- | ---- | ---- | ---- |
| 742  | 834  | 768  | 787  | 819  | 817  | 671  | 704  | 690  |

| 1968 | 1975 | 1982 | 1990 | 1999 | 2006 | 2011 | 2016 | 2021 |
| ---- | ---- | ---- | ---- | ---- | ---- | ---- | ---- | ---- |
| 634  | 634  | 509  | 517  | 537  | 570  | 552  | 578  | 600  |

| 2022 | - | - | - | - | - | - | - | - |
| ---- | - | - | - | - | - | - | - | - |
| 599  | - | - | - | - | - | - | - | - |

### Enseignement
L'école élémentaire publique est située à Francardo. Le collège et le lycée Pascal-Paoli de Corte sont les plus proches, à 13 km.

### Santé
Les cabinets de médecins les plus proches sont situés à Corte (13 km).
Les hôpitaux les plus proches sont :
- le Centre hospitalier de Bastia à 58 km,
- le Centre Hospitalier Intercommunal Corte-Tattone à 13 km.

Les ambulanciers les plus proches se trouvent également à Corte, de même que les masseurs kinésithérapeutes.
Une infirmière est installée à Francardo.

### Cultes
L'église paroissiale Sant' Andrea relève du diocèse d'Ajaccio.

### Manifestations culturelles et festivités

#### Foire de Francardo

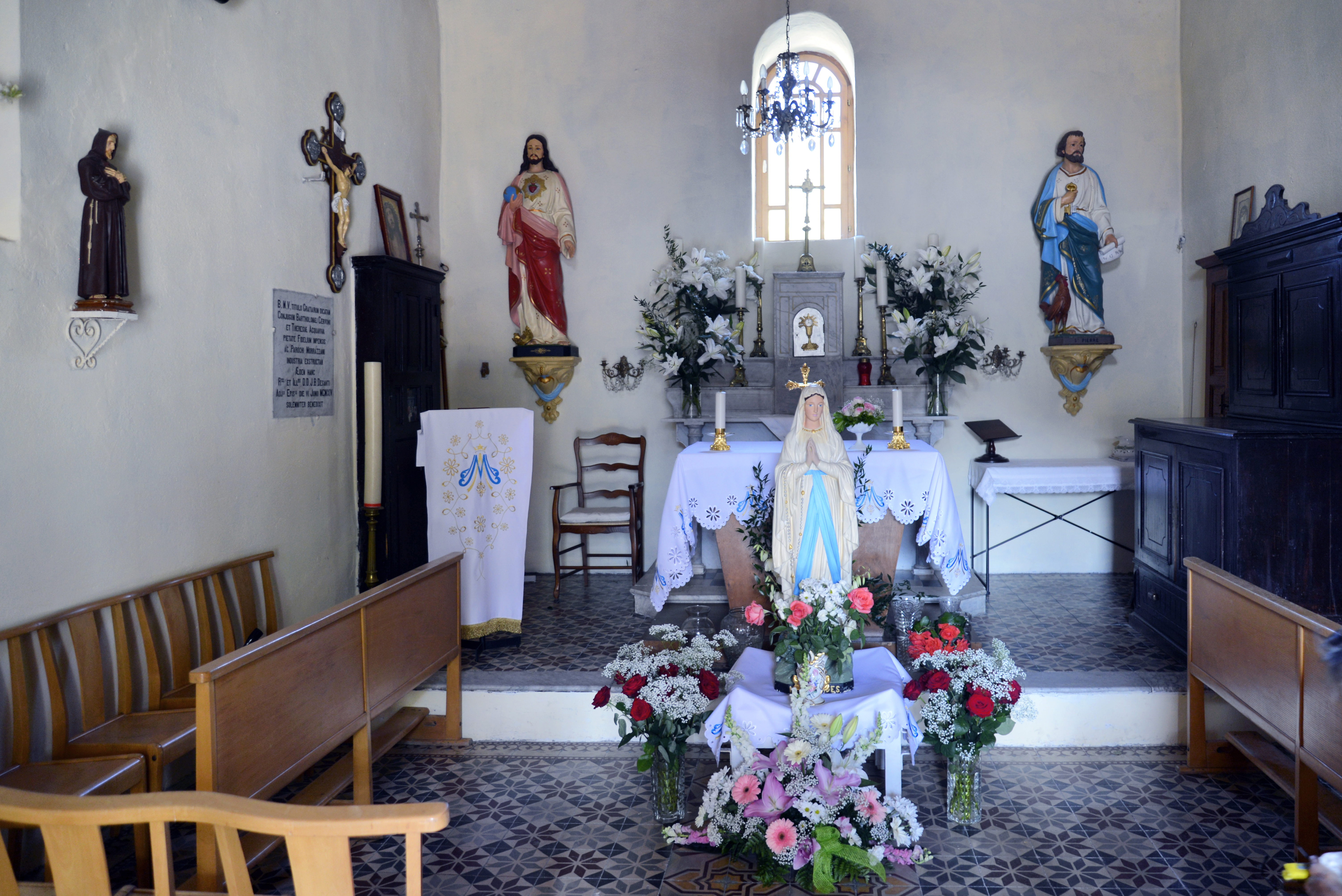
La chapelle Sainte-Marie décorée pour le week-end de foire.

Il s'agit d'une foire rurale très ancienne, la première édition ayant eu lieu en 1924, qui se déroulait à un carrefour géographique important du centre de l'île. S'y échangeaient essentiellement bétail et bêtes de somme. Depuis la fin du XXe siècle, elle a beaucoup perdu de ses traditions. La foire se tient chaque année au village de Francardo, sur le site de Prumitei depuis 2013, durant les trois derniers jours de semaine de fin mai. S'y trouvent aujourd'hui des stands de produits issus de l'agriculture (fromages, charcuterie, miels, etc) ainsi que de l'artisanat local (poteries, bois, etc). Les festivités débutent par une messe à la chapelle Sainte-Marie du village, suivie de la procession. Viennent ensuite les chants et le concours de boules.

#### Groupe Chiroptères Corse
Le Groupe Chiroptères Corse est une association loi de 1901, agréée Protection de la nature reconnue d’intérêt général. Ses locaux sont installés à Omessa. Elle œuvre pour la protection et conservation des chauves-souris à travers toute la Corse.

#### Prumitei

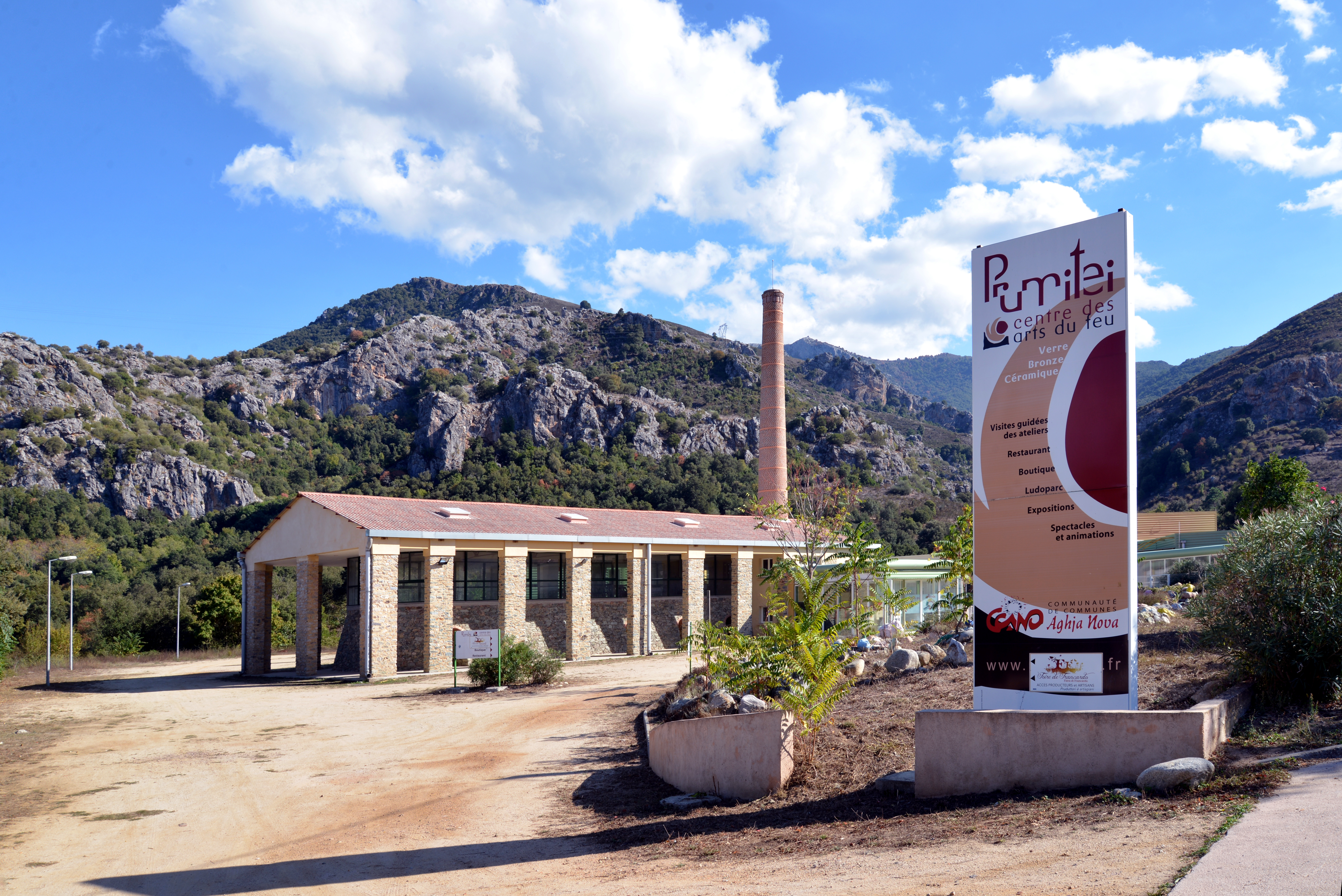
Le centre des arts du feu.

« Prumitei » est le nom du centre des arts du feu de Francardo situé dans l'ancienne briquèterie réhabilitée.
« Le centre des arts du feu de Prumitei est né le 14 mars 2006, de l’ambitieux pari de réhabiliter un ancien site industriel, une ancienne briqueterie située au cœur du milieu rural, pour y installer des productions artisanales et attirer des touristes curieux de s’initier à des métiers d'arts et de découvrir des produits nouveaux. L’objectif était de regrouper en un même lieu, des artisans œuvrant dans les domaines de la forge, du métal, du verre et de la céramique, en faisant cohabiter des espaces de production, de découverte, de commercialisation, d’histoire et de détente. - Corse Net infos TV du 14 juillet 2012 »
Mis en liquidation judiciaire deux ans seulement après son ouverture, il a été racheté par la collectivité territoriale de Corse. Afin qu’il retrouve sa vocation artisanale, des nationalistes modérés ont amendé le projet de l’exécutif territorial qui voulait le requalifier en centre culturel à dominante formation artistique.

### Sports
- Site d'escalade de Caporalino
- Centre équestre au nord de Francardo
- Club de football l'Orsu Omessincu

## Économie

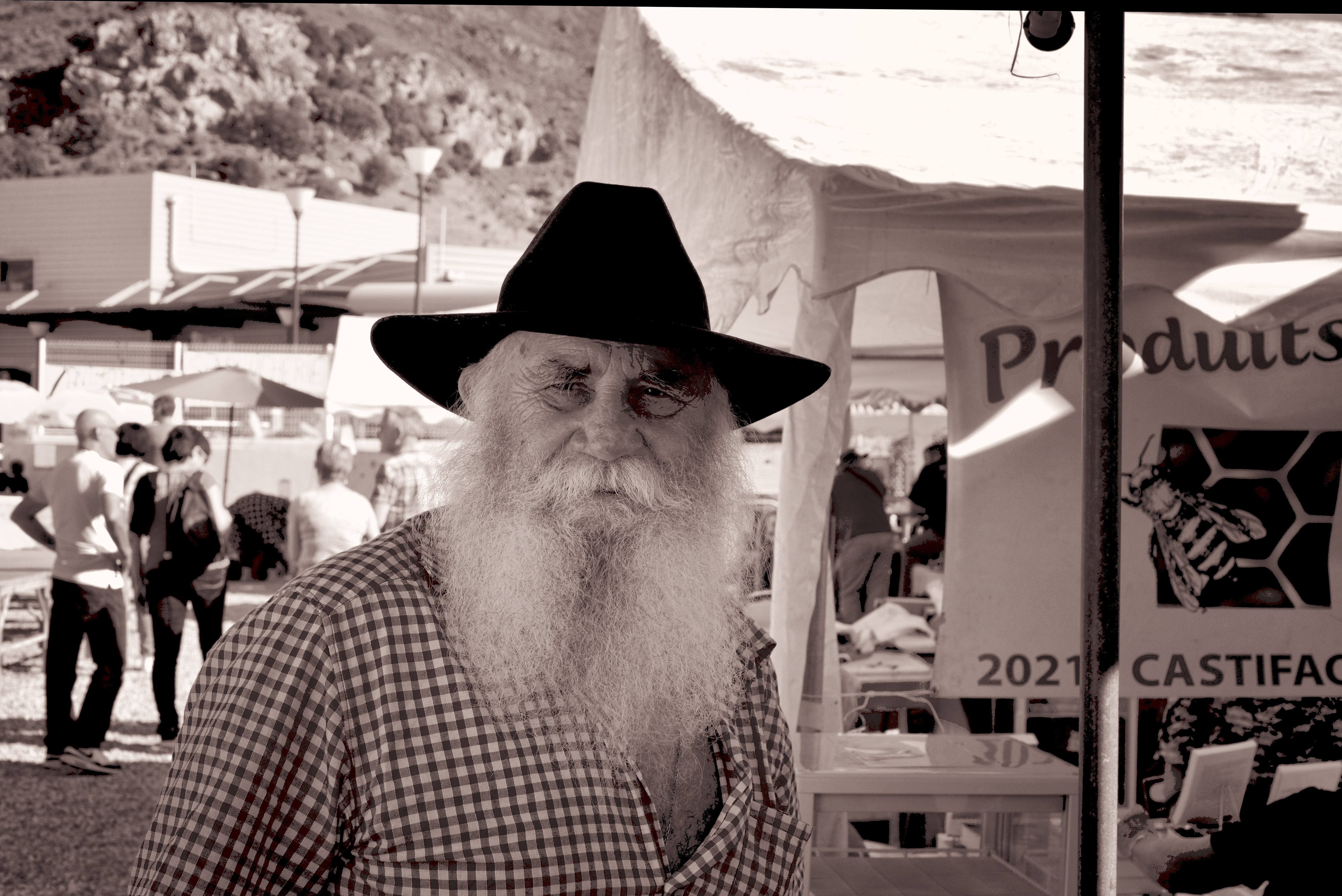
Berger à son stand à la foire 2015.

Le site de Francardo était industrialisé aux XIXe et XXe siècles : fonderie de cuivre, briqueterie, scierie qui traitait des bois provenant des forêts d'Aïtone et de Valdoniello, et une carrière de calcaire à Caporalino. Au XIXe siècle, ces établissements avaient cessé toutes activités.

## Culture locale et patrimoine

### Lieux et monuments

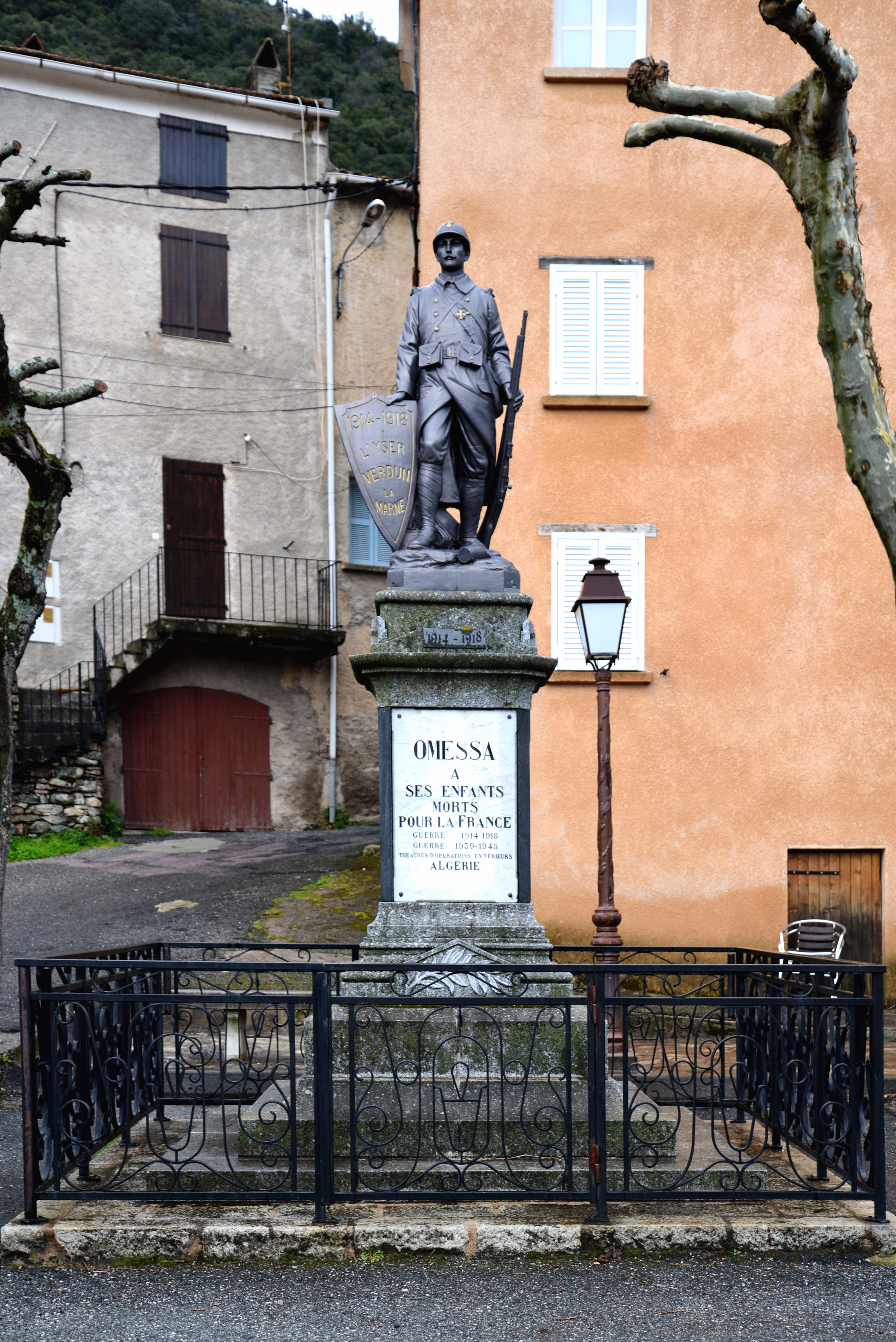
Monument aux morts.

- Le monument aux morts, situé sur la place du village

#### Église paroissialeSaint-André

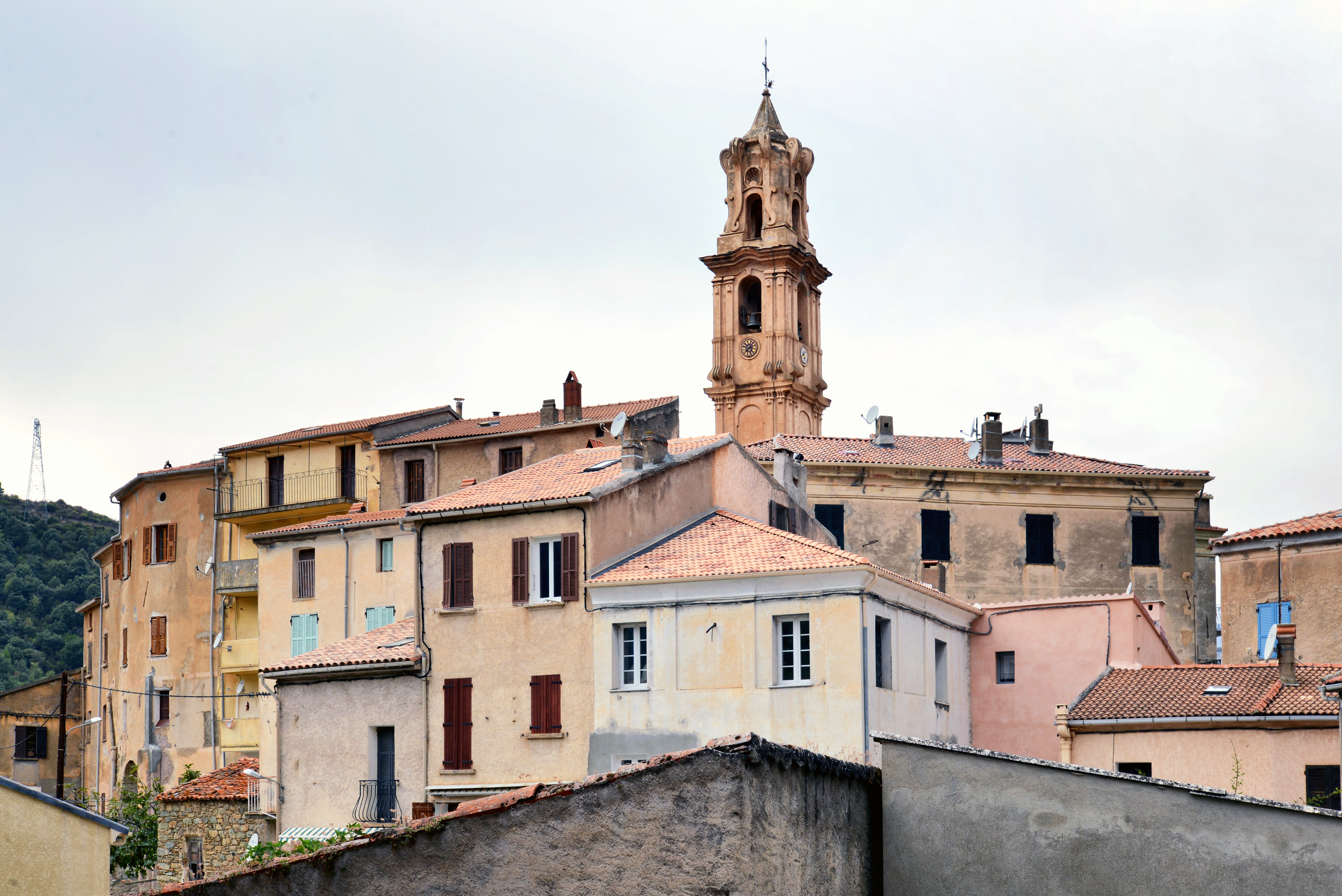
Clocher de l'église Saint-André.

L'édifice du XVe siècle serait un ancien établissement hospitalier transformé en église durant ce même siècle. Mgr Ambrusgiu fit transformer U Rione (ancien hospice forteresse) en l’église Sant’Andria qui abrite le tombeau des trois évêques Colonna. Elle fut consacrée en 1460. En 1789, lorsque le couvent des Récollets fut désaffecté, elle devint église paroissiale. La nef centrale est flanquée de deux étroites nefs latérales et comporte cinq chapelles latérales. Le clocher baroque à cinq étages du XVIIIe siècle, est accolé au côté sud du chœur. Il est classé Monument historique. Hormis le clocher classé, l'église est inscrite MH par arrêté du 6 avril 1987. Depuis le début octobre 2014, des travaux financés par la commune (20%), la Collectivité Territoriale de Corse (70%) et le Conseil général de Haute-Corse (10%) sont entrepris pour sa restauration.
L'église renferme neuf œuvres remarquables, propriété de la commune, classées Monuments historiques :
- tableau La Vierge adorée par deux saints, toile du XVIIe siècle[35]
- tableau Notre-Dame du Rosaire donnant le Rosaire à saint Dominique et sainte Catherine de Sienne et les mystères du Rosaire, toile du XVIIe siècle[36].
- tableau La Déposition de Croix, toile du XVIIe siècle[37].
- tableau La Cène, toile peinte de la fin XVIIe siècle, provient peut être du réfectoire du couvent d'Omessa[38].
- tabernacle du maître-autel en bois taillé et marqueterie, du XVIIIe siècle, provenant de la chapelle de l'ancien couvent[39].
- tabernacle sur piédouche en bois taillé et marqueterie, du XVIIIe siècle[40].
- chaire à prêcher en bois taillé peint, du XVIIIe siècle[41].
- statue Saint Antoine ermite au cochon du XVIIe siècle, en bois taillé peint[42].
- autel en marbre, retable (maître-autel) du XVIIIe siècle[43].

#### Ancien couvent des Récollets

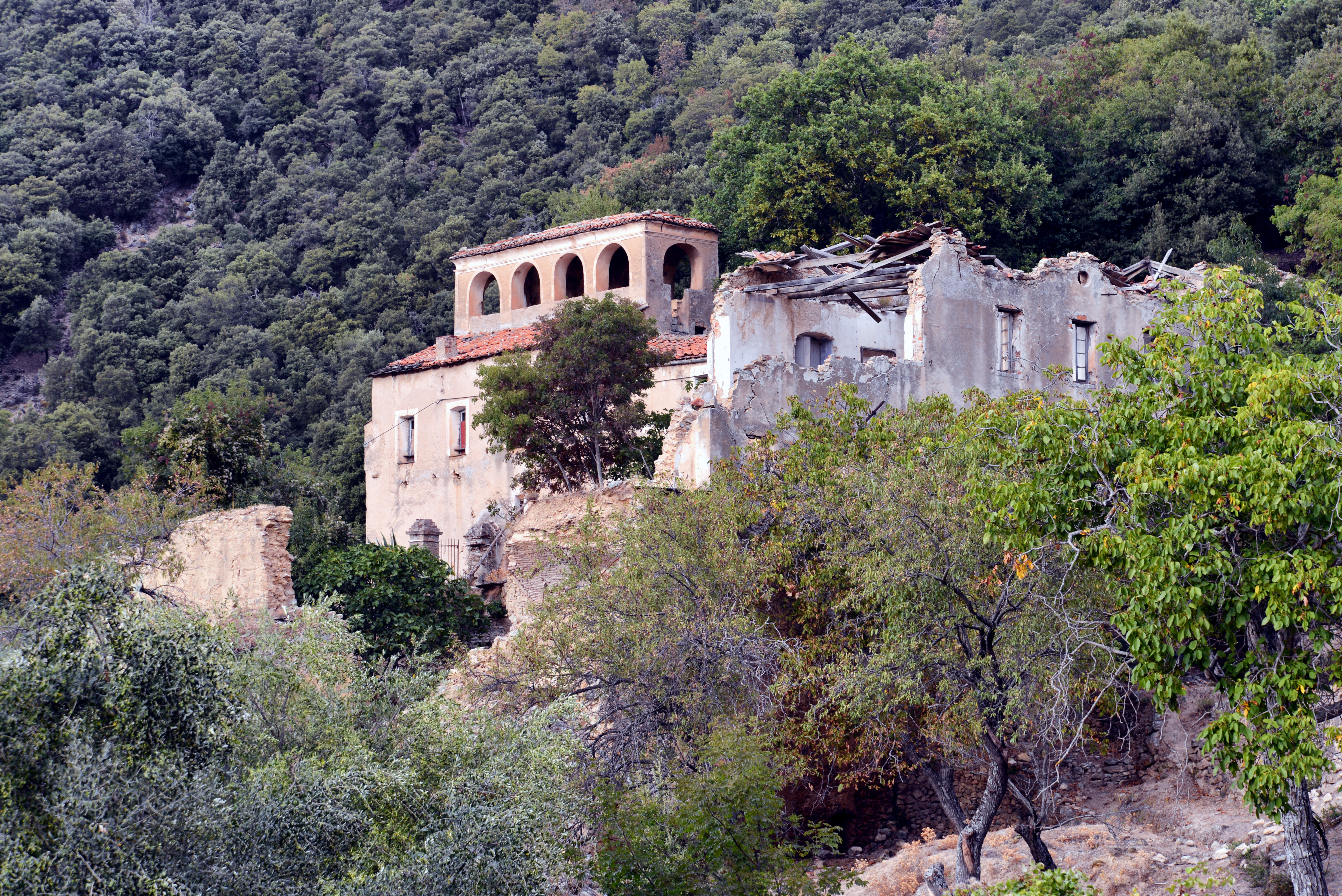
Ruines du couvent des Récollets

Le couvent des Récollets fut érigé en 1624 sur les hauteurs d'Omessa.
Il est désaffecté en 1789 mais fut racheté en1896 Par Venerius Berlandi et son épouse née Angèle Doria Giamarchi qui l'habitèrent un certain temps ; puis, dans les années 1970, il commença à partir en ruines faute d'entretien et finit par être vendu à la mairie d'Omessa. Aujourd'hui, ses ruines dominent le village.

#### Chapelle de l'Annonciation
La petite chapelle de l'Annonciation (Annunziata) se trouve au fond de la place du village. Elle recèle une statue Vierge à l'Enfant remarquable, en marbre, de la fin XVe siècle, classée Monument historique.

#### Autres patrimoines religieux
- Chapelle Sainte-Croix (Santa Croce) à l'entrée du village
- Chapelle Sainte-Marie de Francardo, au cœur du village
- Chapelle Sant' Angelo à 646 m d'altitude sur l'arête rocheuse à l'ouest de Caporalino
- Chapelle Sant' Angelo à 1 187 m d'altitude, en limite de territoire, à 480 m distance orthodromique au sud de la punta di Cappizzolo.

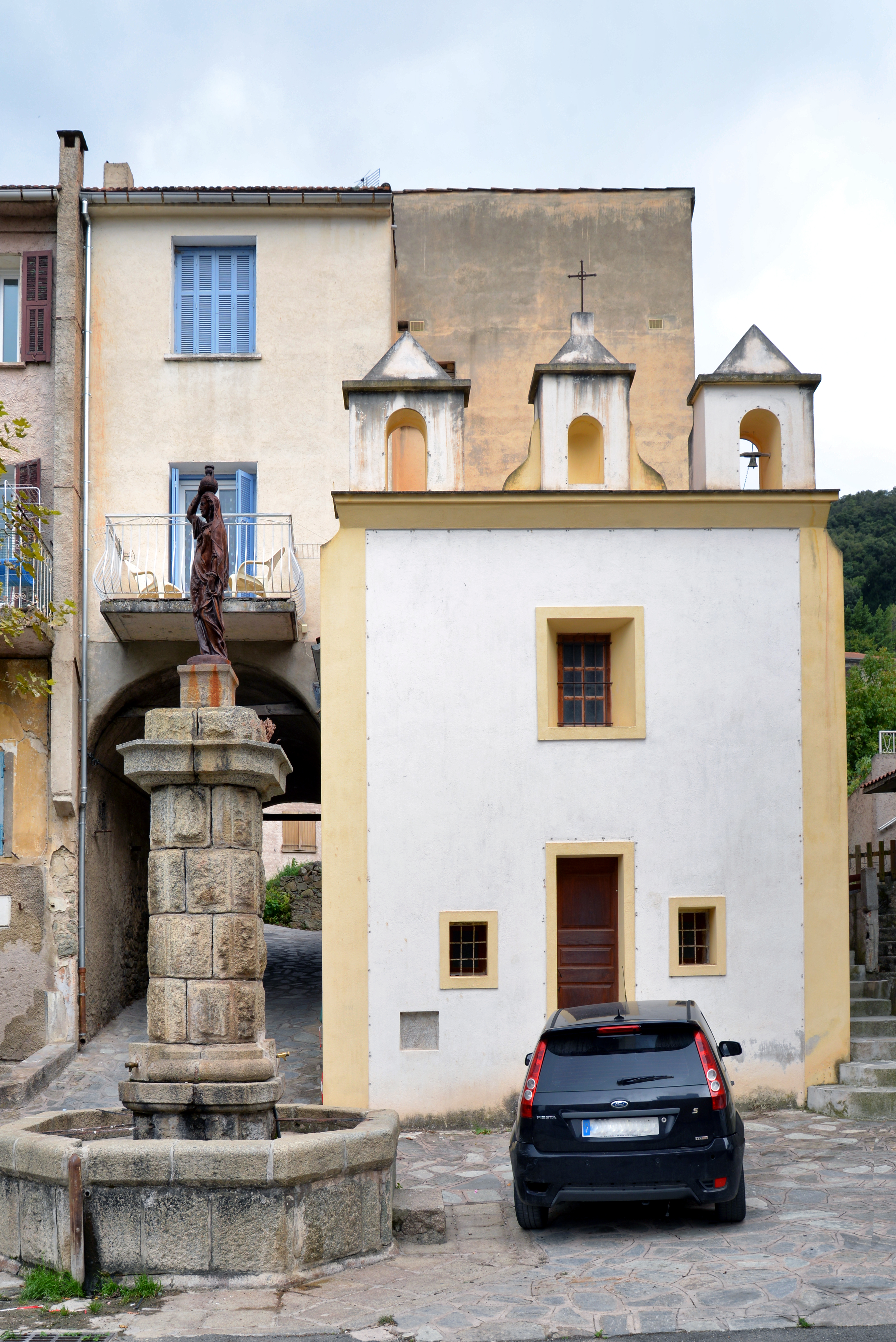
Chapelle de l'Annonciation.
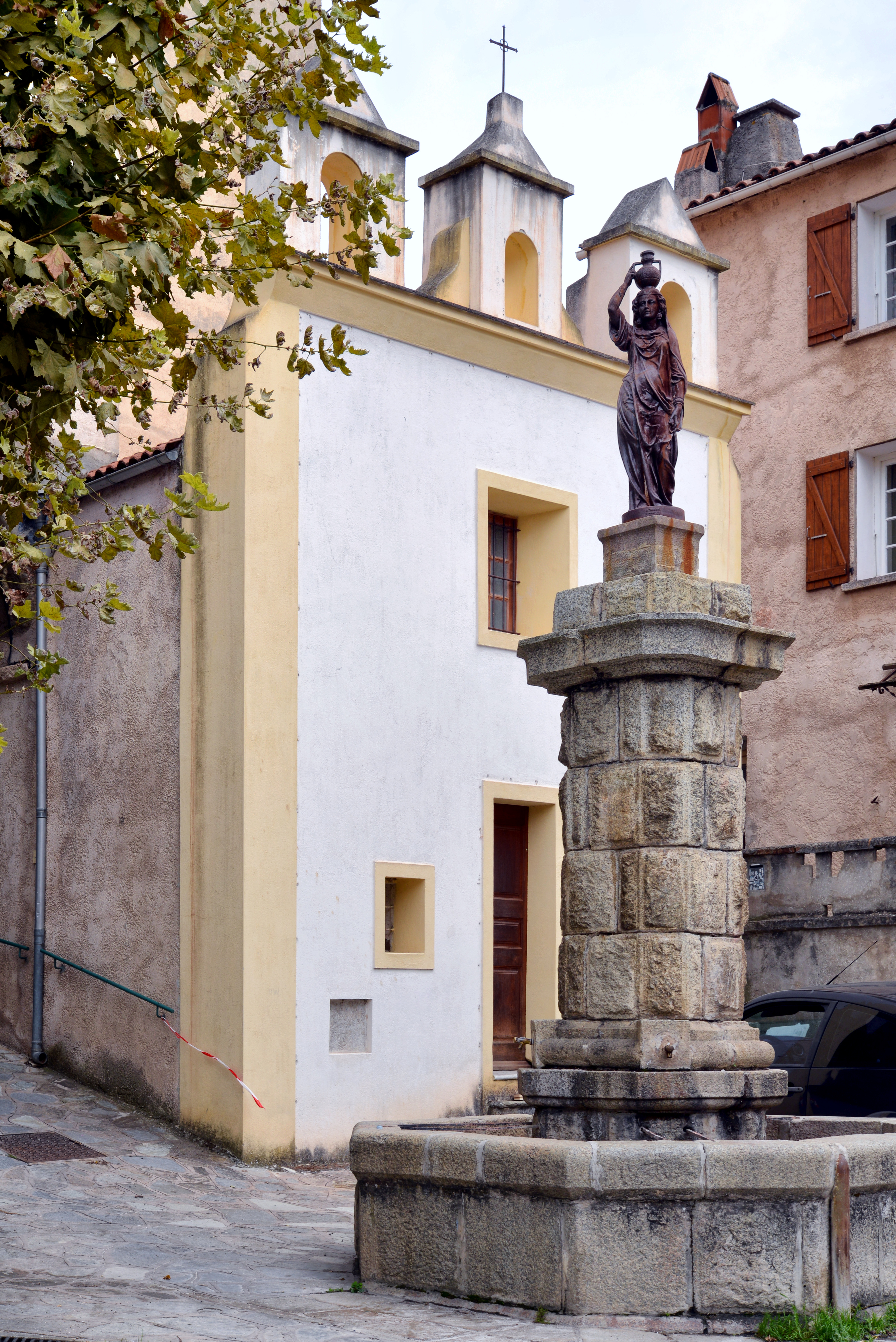
Chapelle de l'Annonciation et la fontaine.
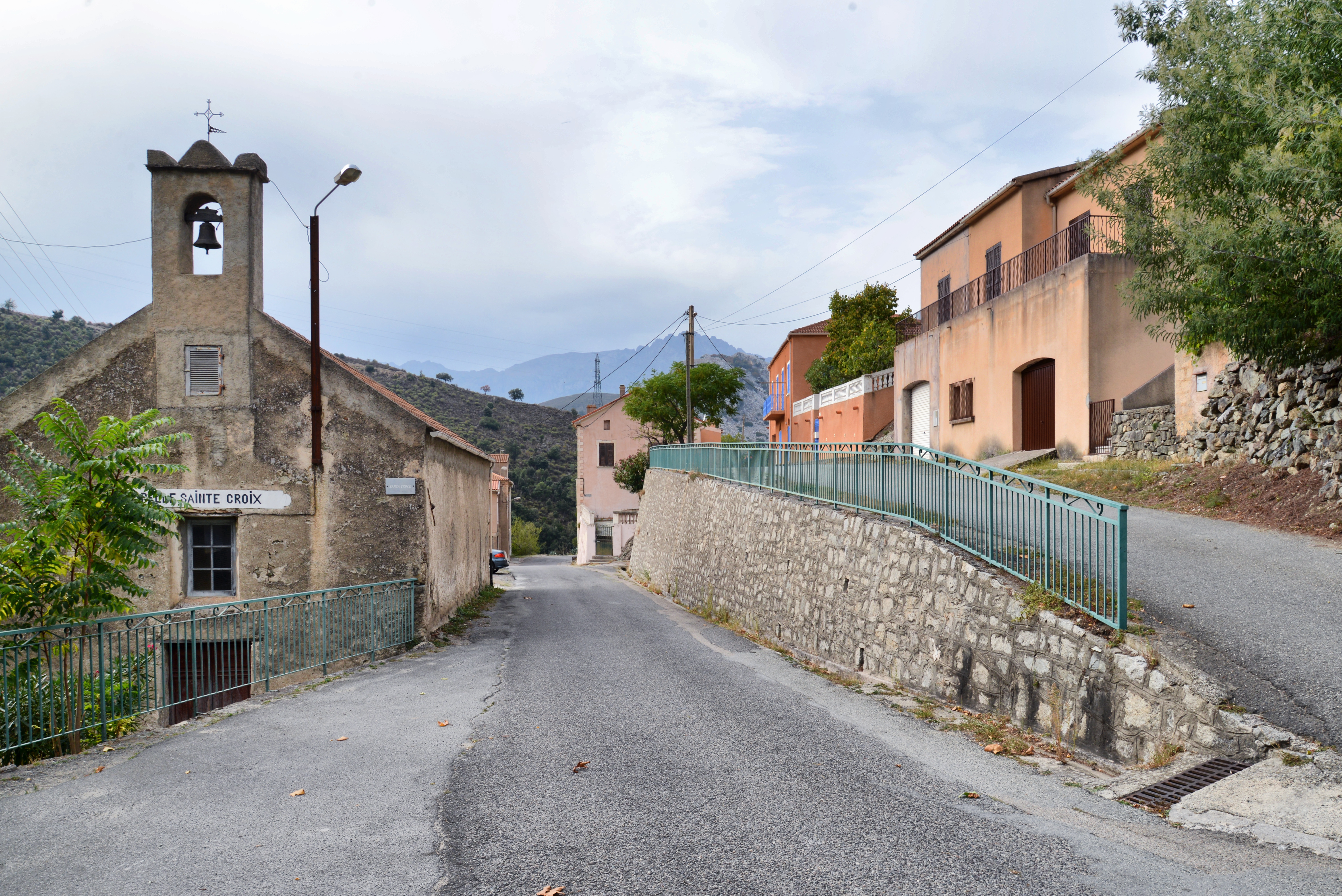
Chapelle Sainte-Croix.
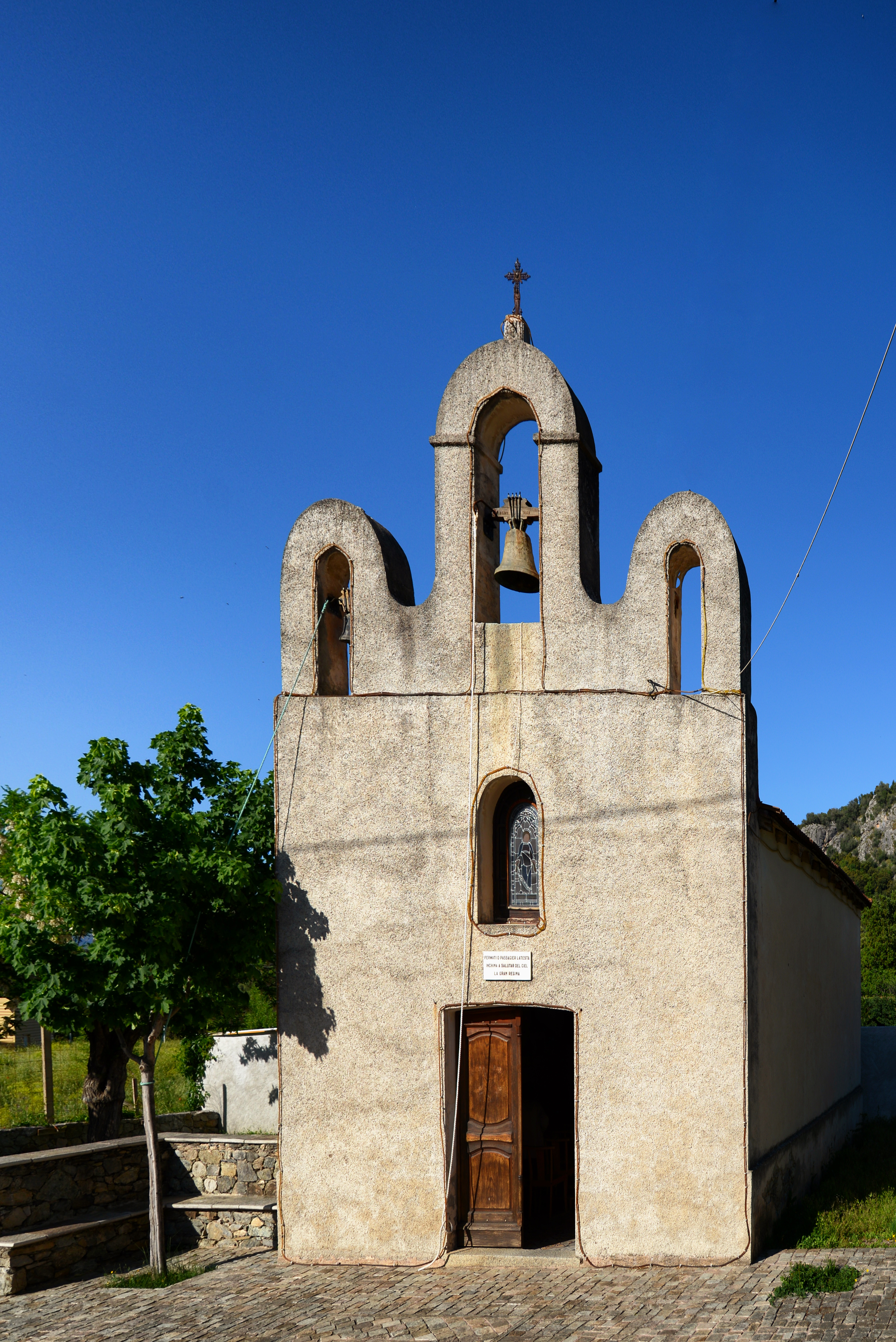
Chapelle Sainte-Marie de Francardo.
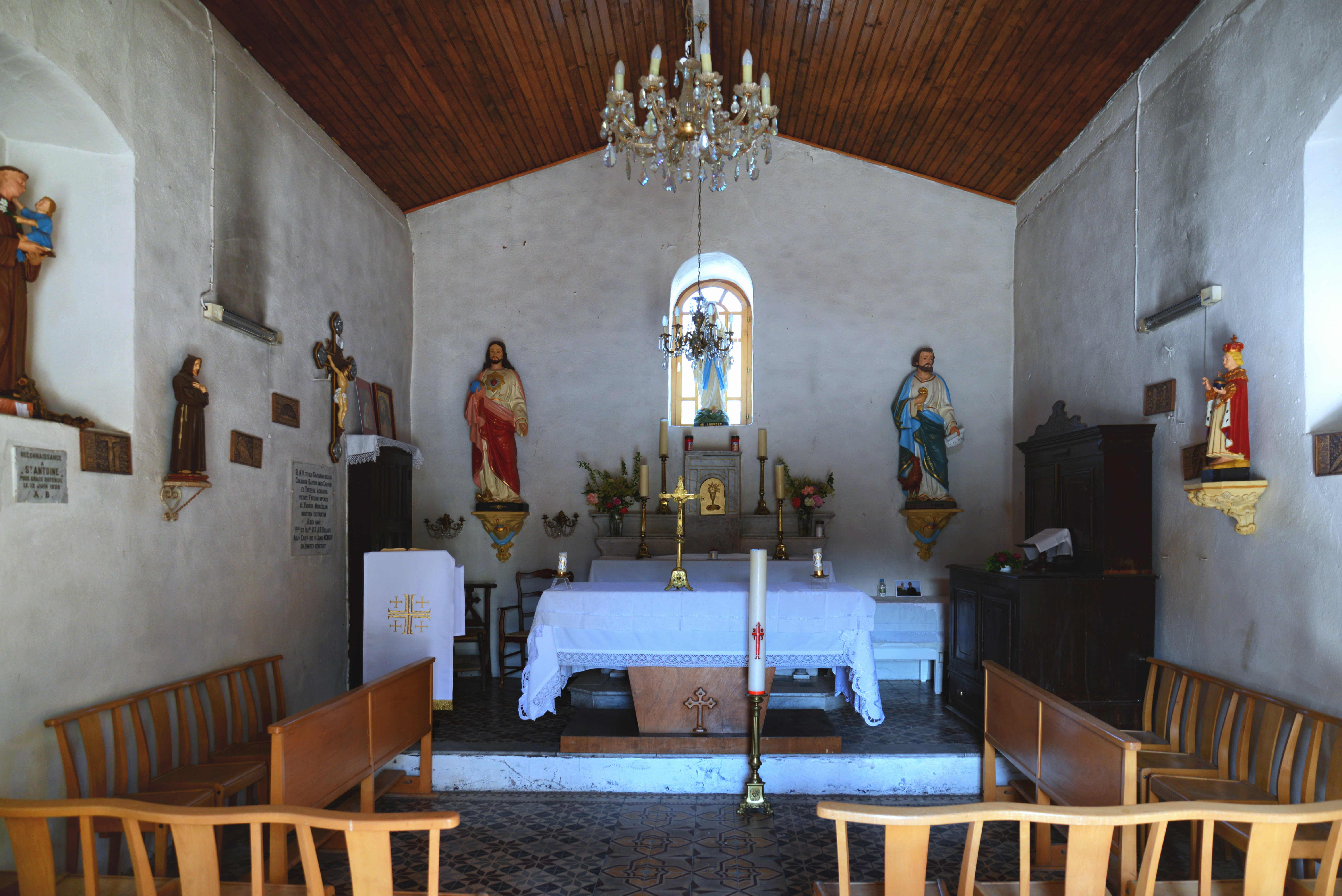
Intérieur de la chapelle Sainte-Marie.

### Patrimoine culturel

#### Ancienne scierie dite scierie hollandaise, actuellement entrepôt industriel
Il s'agit d'une scierie hydraulique dite "scierie hollandaise", implantée à Francardo, en bordure du Golo au début du XXe siècle. Cette scierie qui a employé jusqu'à vingt-deux employés durant une dizaine d'années, et produit annuellement de 2 000 à 3 000 m3 de bois découpé cessera toute activité en 1985. Elle est reprise à l'inventaire général du patrimoine culturel.

#### Ancienne fonderie de cuivre, actuellement immeuble à logements
L'industriel Paul Santarelli crée en 1905 la "Société Anonyme Française des Mines et Fonderies de Francardo" en vue de l'implantation d'une usine au lieu-dit Campita. La fonderie est construite entre la fin de 1906 et 1908, en bordure du Golo et à proximité de la voie de chemin de fer. La société qui a employé jusqu'à dix-huit employés, cesse toutes activités en 1910, en raison « d'un approvisionnement irrégulier en minerai et de la lourdeur des coûts de production ». Elle est à l'inventaire général du patrimoine culturel.

#### Carrière de calcaire dite carrière de Caporalino

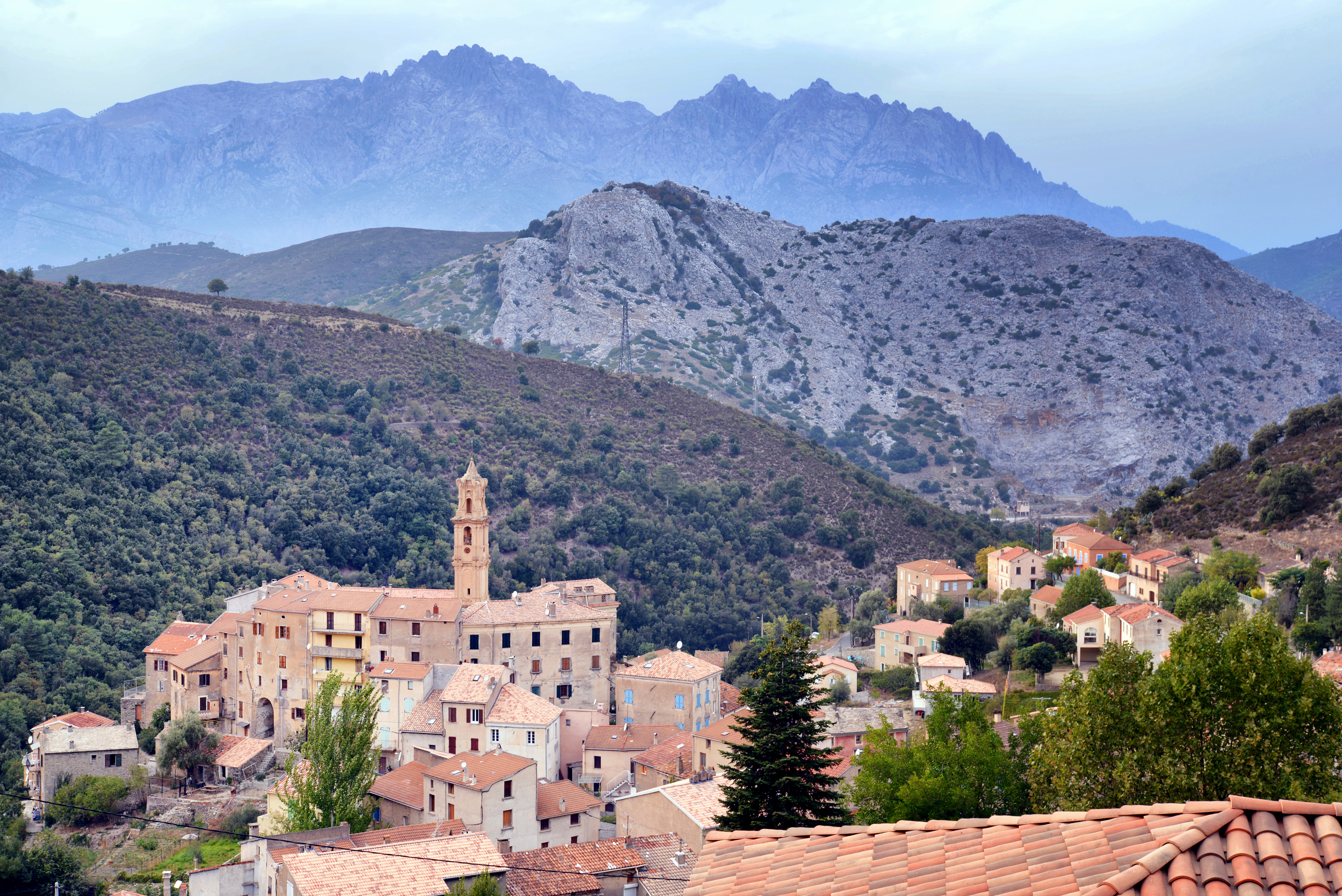
Carrière de Caporalino au pied du monte Supietra.

La carrière de Caporalino a été exploitée de façon discontinue au XIXe siècle. Le calcaire extrait était essentiellement destiné à l'alimentation des nombreux fours à chaux de la commune. En 1905 le concessionnaire de l'exploitation déserte la carrière. Après reprise de la concession, l'exploitation donne lieu plus tard en 1963 à une production journalière moyenne de 50 m3 de calcaire. Son activité cessera en 1980. Elle est reprise à l'Inventaire général du patrimoine culturel.

### Patrimoine naturel

#### Espace protégé
Monte a Supietra

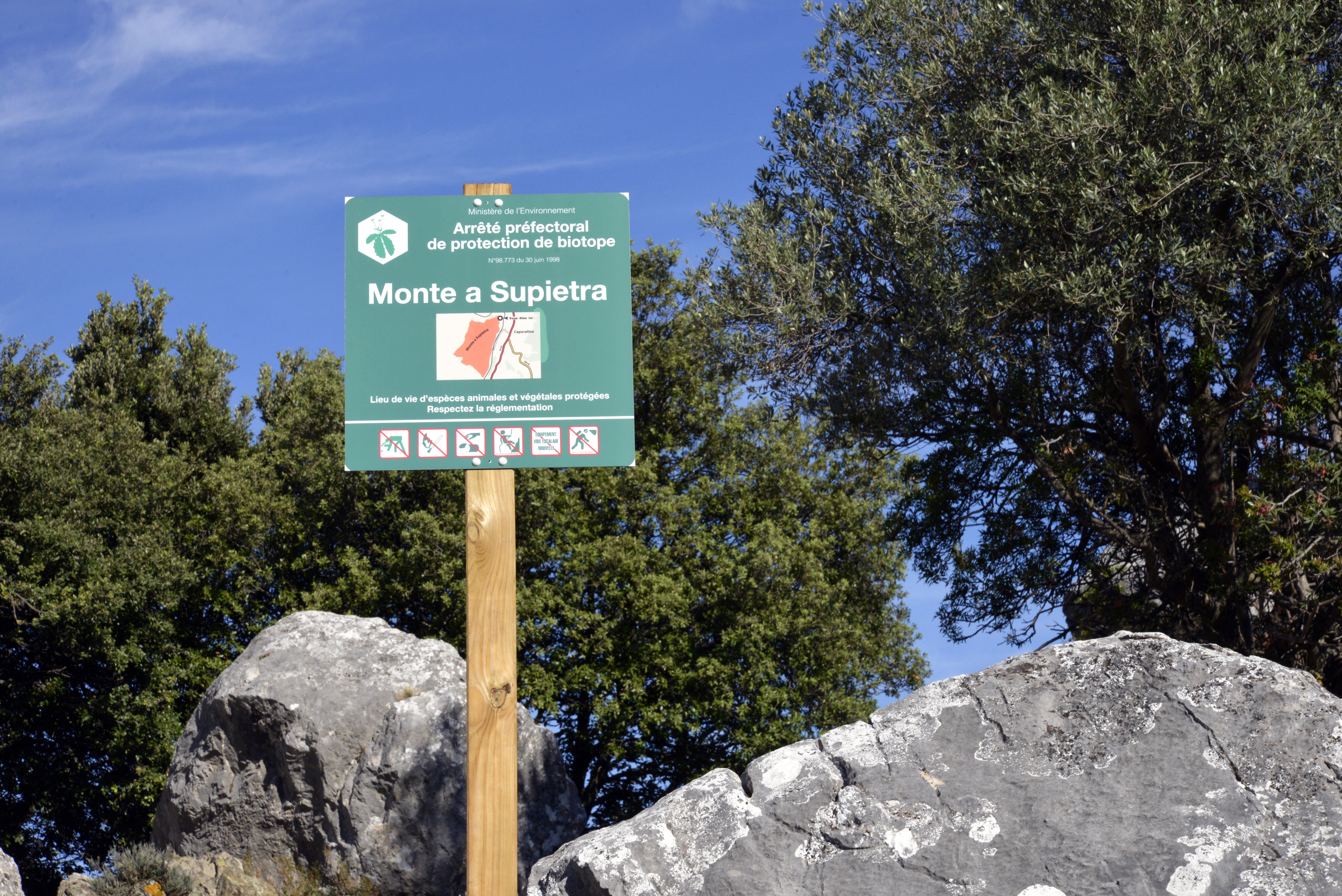
Monte a Supietra.

Le site qui a une superficie d'un peu plus de 50 ha sur la seule commune d'Omessa, fait l'objet d'un arrêté de protection de biotope, d’habitat naturel ou de site d’intérêt géologique.

#### ZNIEFF
Omessa est concernée par trois ZNIEFF de 2e génération :
Landes et pelouses sommitales du monte Piano-Maggiore
La zone a une superficie de 1 172 ha et concerne dix communes. Elle est matérialisée par une ligne de crête qui sépare la Castagniccia occidentale de la région cortenaise et du Bozio. C'est une zone de plateaux recouverts d'une végétation basse, qui sont utilisés comme zone d'estive par les bergers.
Massif calcaire de monte Supietra
La zone d'une superficie de 1 047 ha, est riche d’une grande diversité de biotopes rares sur l’île, découlant d'un facteur essentiel, d'ordre géologique : existence d'un petit massif calcaire enclavé au sein de terrains cristallins (schistes et conglomérats). « On recense ainsi sur ce périmètre pas moins de onze habitats d’intérêt communautaire. Le site accueille deux populations distinctes de Choux insulaire (Brassica insularis Moris var. insularis), dont l’une est la deuxième station la plus importante de Corse. Neuf espèces de chauve-souris inscrites en annexe II de la Directives Habitats fréquentent la zone ainsi que onze espèces d’oiseaux inscrites dans la Directive Oiseaux ».
Monte Supietra, Monte Sant Angelo
Cette zone d'une superficie de 567 ha, se situe au nord de Corte. Affleure un massif rocheux calcaire très localisé qui surplombe le hameau de Caporalino : le monte Supietra (600 m d’altitude). Ce massif calcaire se prolonge encore quelques kilomètres vers le sud, jusqu’au village de Francardo. Sur Caporalino, le monte Supietra présente sur sa façade ouest une grande paroi verticale.

#### Natura 2000
Sites d'Intérêt Communautaire (Dir. Habitats, faune, flore)
Caporalino Monte Sant Angelo di Lano-Pianu Maggiore
Le SIC de la directive "Habitats, faune, flore", Caporalino Monte Sant Angelo di Lano-Pianu Maggiore, comporte trois unités principales : « Caporalino-Sant'Angelo » aux roches structurées en plis concentriques, sans schistosité sensible et ne sont pas métamorphiques, « Nappe de Sainte-Lucie » qui comprend à la fois un socle avec sa couverture conglométrique et une unité de flysch crétacé supérieur, et « Écailles de Corte » d'où ont été charriées au front des schistes lustrés et évoquent par leur série et leur position, les unités pré piémontaises et piémontaises externes. Elles sont métamorphiques (schiste bleu) et structurées en plis déversés vers l'ouest.
Ce remarquable ensemble de massifs rocheux calcaires de l'intérieur de la Corse comprenant des milieux rares dans l'île et des habitats d'intérêt européen dont des falaises calcaires exceptionnelles à Choux insulaire, plante endémique inscrite à l'annexe II, et des grottes abritant des chauve-souris de l'annexe II dont la plus importante colonie d'hivernage connue en Corse du Minioptère de Schreibers. On note aussi un peuplement étendu de chênes verts.

### Personnalités liées à la commune
Omessa est la patrie de l’archevêque et des deux évêques Colonna : 
- Ghjuvanpaghjuvu (Giovanni d’Omessa) évêque de Mariana (1388-1428),
- Ambrusgiu (Ambroise) Arrighi (Ambrogio d’Omessa). Évêque d’Aléria (1412-1464).
- Natalinu Arrighi (Antone d’Omessa) dit Frà Antone. Archevêque d’Athène 1450, évêque d’Accia 1451.

ainsi que de :
- André Berlandi (Omessa 1867 - Bastia 1936). Auteur de "Omessa" (1931).
- François Cerutti (musicien contemporain). Auteur compositeur de La valse d'Omessa.
- Paule Calliste (romancière contemporaine). Auteur de Quand les pierres essaient de parler, roman historique qui se déroule à Omessa - Les échos du Casone et D comme Mensonge.